# ミハエル・シューマッハ
ミハエル・シューマッハ（Michael Schumacher[ˈmɪçaʔɛl ˈʃuːmaxɐ] ( 音声ファイル), 1969年1月3日 - ）は、ドイツの元レーシングドライバー。愛称はシューミ (Schumi)、マイケル (Michael)。日本語表記は他に「ミハエル・シューマッハー」やドイツ語の発音に近い「ミヒャエル・シューマッハ」もある。英語圏では「マイケル・シューマッカー」と発音される場合がある。
ドイツ人初のF1ドライバーズチャンピオン。ルイス・ハミルトンと並びF1史上最多である7度のチャンピオンを獲得するなど、様々なF1歴代記録を更新した。2006年に一度引退したが2010年に復帰し、2012年に再度引退した。
正確なドライビングと、強靭なフィジカルから、日本では「ターミネーター」、日本国外では「サイボーグ」と呼ばれる時期があった。フェラーリ在籍期、フジテレビのF1中継では「皇帝」の愛称が使われた。
実弟のラルフ・シューマッハもF1において6度の優勝を挙げた元レーシングドライバー。長男のミック・シューマッハも元F1ドライバーである。

## 経歴

### 初期の経歴
カートとの出会い
1969年1月3日、西ドイツ・ノルトライン＝ヴェストファーレン州ケルン近郊のフュルト郡ヘルミュールハイムで生まれる。4歳の時、煉瓦職人の父から贈られた原動機付きペダルカーが自動車との初めての出会いであった。ある日、夢中で路上を走らせていたミハエルが電柱に衝突したため、心配した父が近所のカートレース場に連れて行き、そこで初めて本格的なレーシングカートと出会った。このカート場は元F1ドライバーであるヴォルフガング・フォン・トリップスの家族が所有しており、父はそこの管理を兼業するようになった。
1975年に弟のラルフ・シューマッハが誕生。1980年、カート場の移転にともない一家はケルペン郡マンハイム・アルトに移住し、父はカート場の管理人とレンタルカート屋、母はカート場の軽食スタンドで働いた。
1983年に国内カートライセンスを取得し、1984年・1985年にはドイツ・ジュニア・カートチャンピオン、1987年にはドイツとヨーロッパのカートチャンピオンとなった。彼の家庭は出費のかさむこのスポーツを継続できるほど経済的に豊かではなく、他人が使い古したタイヤを拾ってきて使うこともあったという。だが、恩師ユルゲン・ディルク（F1ドライバー時代にはファンクラブ会長を務めた）の支援により、十分な環境とは言えないもののレースを続けた。
F3

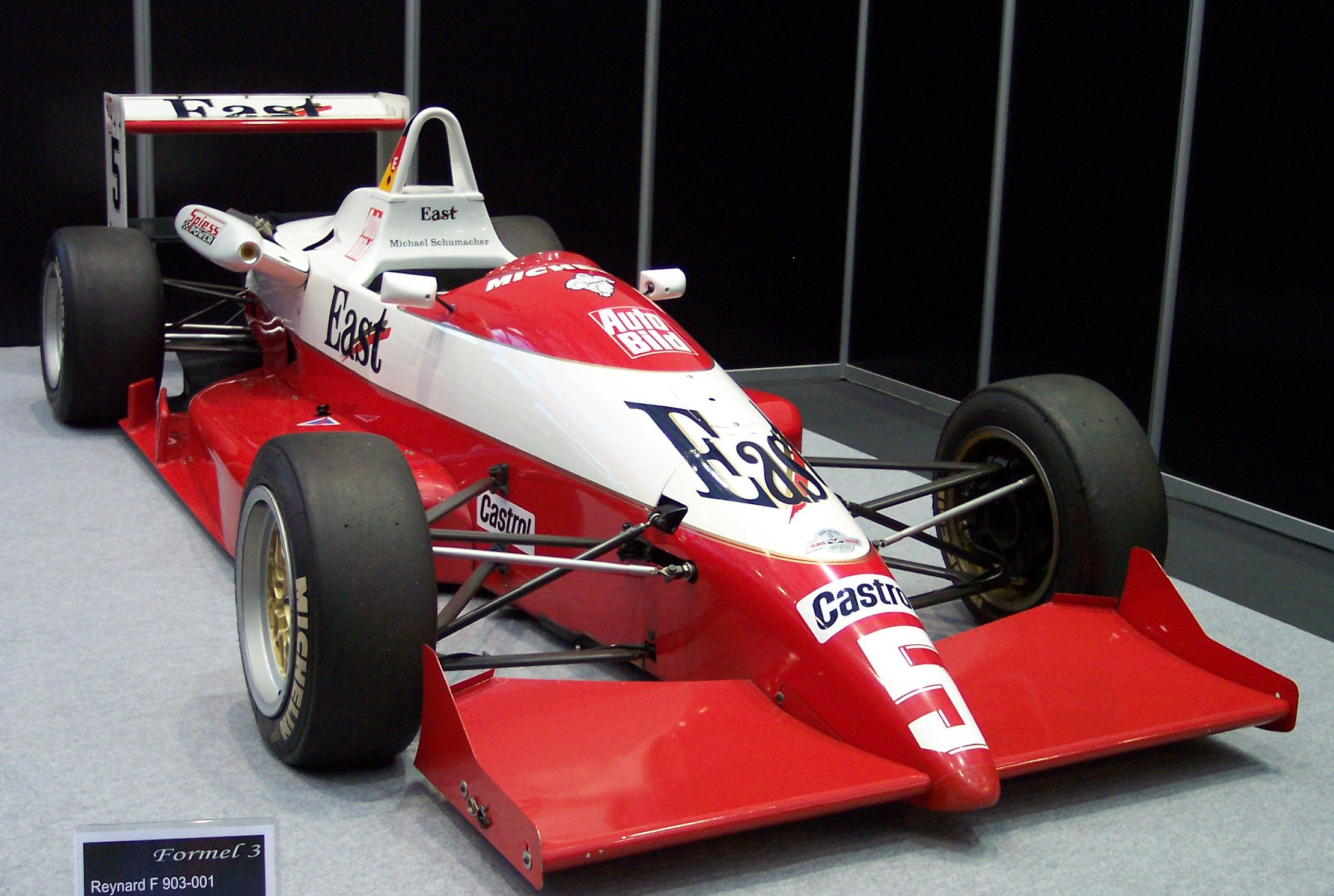
1990年のドイツF3でドライブしたレイナード903・VW

中学卒業後は自動車販売店で自動車整備工として2年間半ほど勤務し、整備士の資格を取得する。1988年、ジュニアフォーミュラにステップアップし、フォーミュラ・ケーニッヒとフォーミュラ・フォードに参戦。ドイツ・フォーミュラ3選手権に参戦するWTSレーシングのオーナー、ウィリー・ウェーバーに見初められ、マネージメント契約を結ぶ。
ドイツF3では1989年に2勝を挙げ、チャンピオンのカール・ヴェンドリンガーに1ポイント差のシリーズ3位。1990年には5勝してチャンピオンとなった。同年のマカオGPでは本命と見られていたイギリスF3選手権王者ミカ・ハッキネンを下して優勝した。その1週間後、日本の富士スピードウェイで初開催されたインターF3リーグにも参戦し、F3の国際レースで2週連続優勝した。
メルセデス・ジュニアチーム

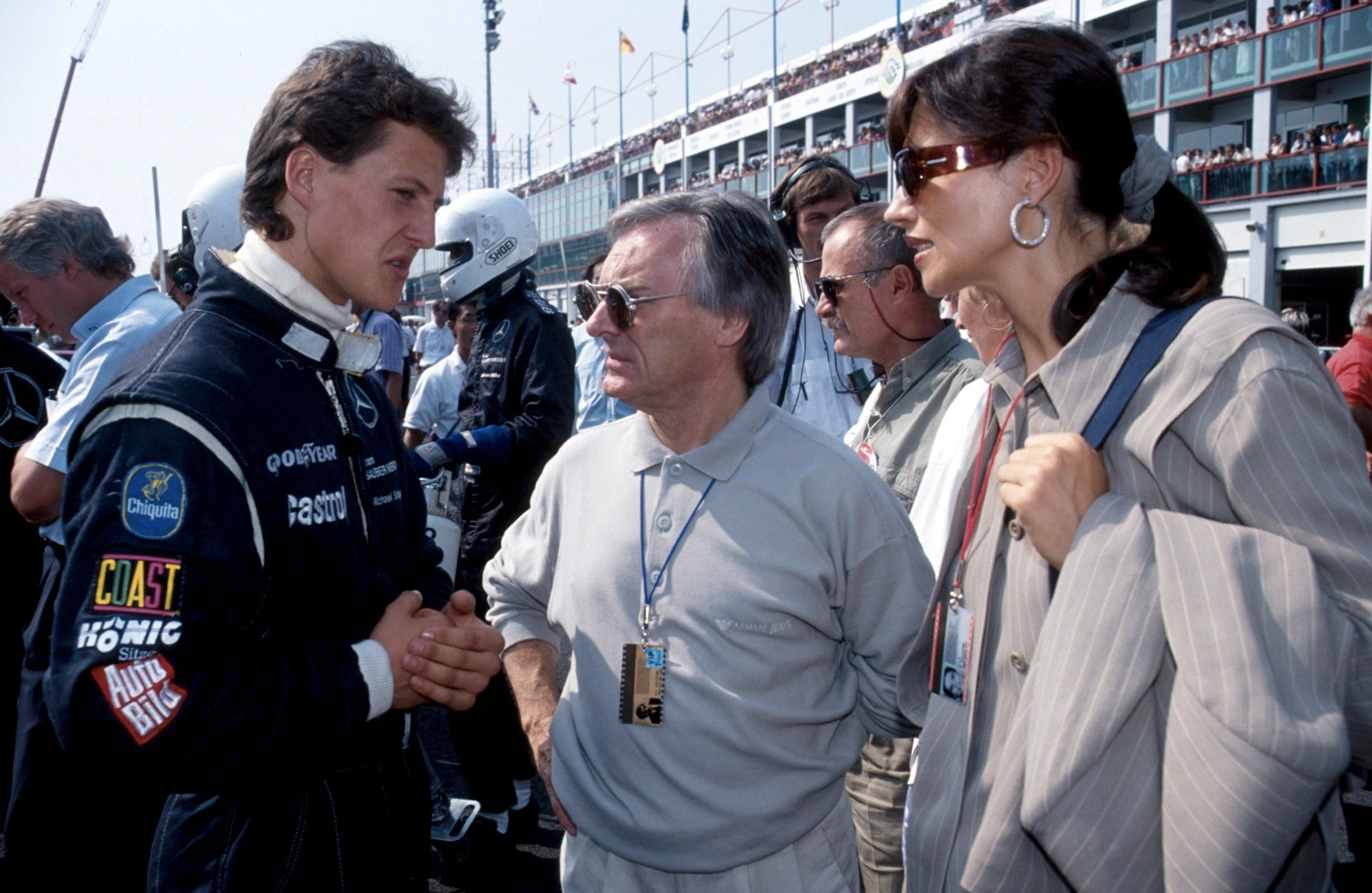
バーニー・エクレストン（中央）と会話するSWC時代のシューマッハ（左）、1991年

1990年、メルセデス・ベンツが立ち上げた若手育成プロジェクトであるメルセデス・ジュニア・チームにカール・ヴェンドリンガー、ハインツ＝ハラルド・フレンツェンとともに選出された。3名は世界スポーツプロトタイプカー選手権（WSPC）でメルセデスのワークス・チームであるザウバーから、ベテランのヨッヘン・マスのパートナーとして交代で参戦した。シューマッハは4戦出場してドライバーズ選手権5位、最終戦のメキシコで初優勝した。
1991年はスポーツカー世界選手権（SWC）に8戦出場し、ル・マン24時間レースでは5位入賞。メルセデス・ワークス最後のレースとなった日本（オートポリス）ではヴェンドリンガーと組んで優勝した。ドライバーズ選手権は9位。これらの好走がTWR・ジャガーチームのトム・ウォーキンショーとロス・ブラウンの目に留まり、同年のベネトン移籍に繋がることになる。また、この2年間にはドイツツーリングカー選手権 (DTM) にも数戦出場したほか、1991年には全日本F3000第6戦・菅生にチームルマンからスポット参戦し2位表彰台を獲得。メルセデスはF1にワークス参戦での復帰を予定しており、その際にはシューマッハとヴェンドリンガーの2人が起用される予定だったが、メルセデスの計画修正（ザウバーにエンジンのみ供給）によりこの時は実現しなかった。

### F1での経歴

#### ジョーダン-ベネトン在籍期（1991年 - 1995年）
1991年

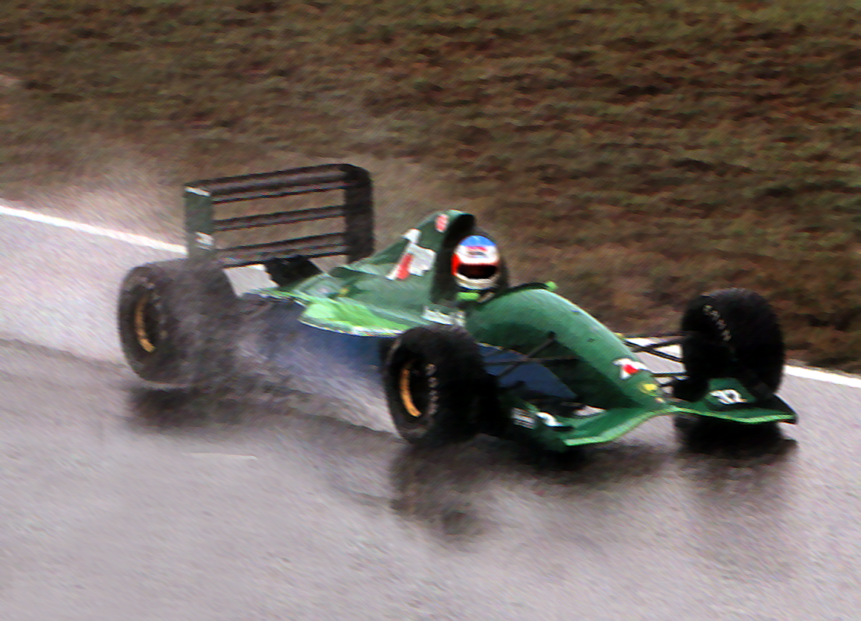
1991年、ジョーダン・191

当初は全日本F3000スポット参戦後、そのまま残りのレース、及び翌年1992年シーズンも全日本F3000へ参戦することを予定していたが、1991年8月、ベルトラン・ガショーが逮捕拘留された事件をきっかけにし、出走が不可能となったガショーの代役候補としてF1シートを失っていたデレック・ワーウィックとステファン・ヨハンソン、そしてF1未経験の新人・シューマッハの3人がジョーダンの候補となった。この中でシューマッハがシルバーストンでテスト走行の機会が与えられると、その走りを見たジョーダンチームのマネージャー、イアン・フィリップスから「ドイツの若手がコースインから3周目でF1をスライドさせて走ってるぞ! 今すぐに彼（シューマッハ）を確保した方がいい」という電話を聞いたエディ・ジョーダンが「今すぐその”ボーイ”と契約しろ!」と契約交渉へと至り、メルセデスが用意した持参金をジョーダンに持ち込み、第11戦ベルギーGPでガショーの代役としてF1デビューが決まった。このジョーダンの初テストですぐに乗りこなせたことについては「去年のメルセデスのグループCカーはもっと強力なターボだったので、エンジンパワーに関してすごいとは思わなかった。それと車重がCカーより300kg以上軽いので簡単に滑らすことが出来たんだ。」と述べている。
マネージャーのウェーバーはエディ・ジョーダンに「スパはミハエルのホームコースで走り慣れている」と言って契約していたが、確かに地元ケルペンから距離は近いものの、実際にはシューマッハは一度もスパを走ったことがなく、サーキットに行く道も知らなかった。このためベルギーGPの週末、シューマッハは自ら持ち込んだ折り畳み自転車でコースを周回し、独力でスパのコースを学習した。初の予選で7位に入り、F1関係者に強い印象を与えた。予選7位という結果はジョーダンにとってシーズンの最高順位タイであり、11年目のベテランであるチームメイトのアンドレア・デ・チェザリスを上回った。F1ジャーナリストのジョー・サワードは予選後のレポートで、「ドイツのモータースポーツ・ジャーナリストは皆、この『ステファン・ベロフ以来最高の才能』を話題にしている」と述べた。7番グリッドからスタートした決勝レース、シューマッハはクラッチの故障により1周目でリタイアした。
決勝は0周リタイアに終わったものの大型ルーキーとして注目された。ジョーダンは次のレースもシューマッハを続けて参戦させようとしたが、FOCA会長バーニー・エクレストンの根回しでベネトンとメルセデスが接触した。ジョーダンは訴訟を起こして抵抗したが、結果的にロベルト・モレノとトレードする形でシューマッハのベネトン加入が決定した。移籍後最初のイタリアグランプリでチームメイトのネルソン・ピケを予選も決勝も上回って5位初ポイントを獲得し、続く2戦でも6位に入賞した。第15戦日本GPでは、予選中130Rで大クラッシュを喫した。この時は何事もなく再出走したが、数年後検査した際、脊椎数箇所を損傷していたことが判明した。
1992年
1992年シーズン開幕前の2月5日、 翌1993年からメルセデスの支援下でF1に初参戦するザウバーは、シューマッハの契約にはメルセデスがF1に参戦する際にそのドライバーとなることを義務付ける条項が含まれていると主張し、1993年のザウバーがシューマッハとヴェンドリンガーのコンビでの参戦が決定していると発表し、ベネトンで開幕前テストを行っていたシューマッハの走行をメルセデスが中断させるという事態も発生した。最終的にはシューマッハが1993年以降もベネトンにとどまることで合意がなされ、ザウバー代表のペーター・ザウバーは「（シューマッハは）我々のためにドライブしたくないと言っていた。ならば、それを強いることはできなかった。」と語った。

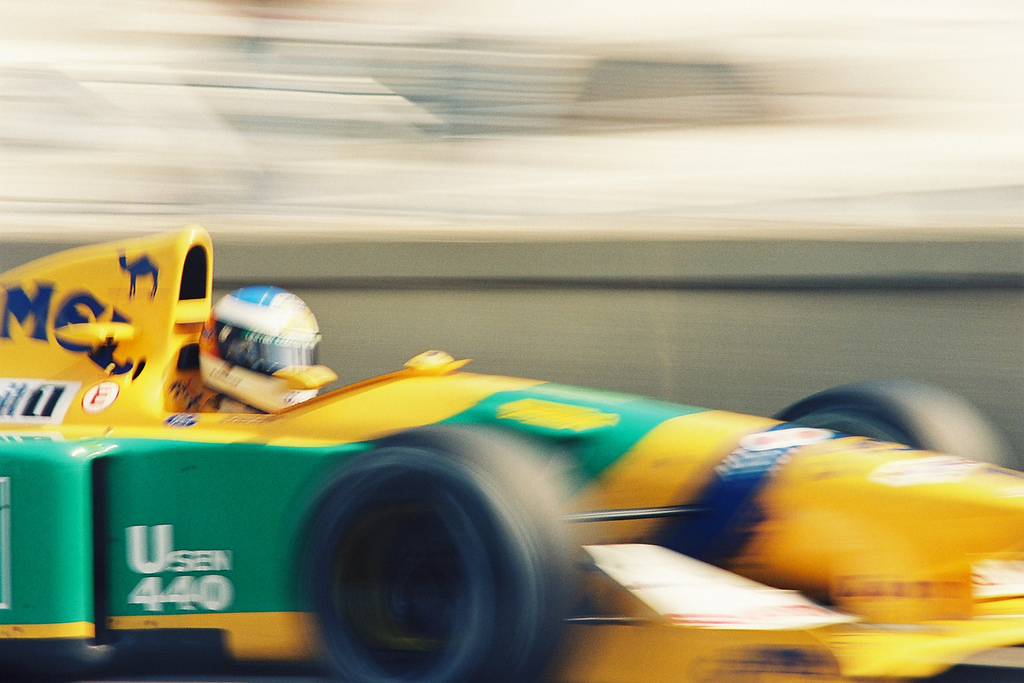
1992年モナコGP、ベネトン・B192

1992年のF1シーズンはピケがF1から去った事により、代わってシューマッハがベネトンのエースとして期待されていたものの、強力なルノーエンジンに加えセミオートマチックトランスミッションおよびアクティブサスペンションを搭載するウィリアムズ・FW14Bによって支配された。シューマッハが乗るベネトン・B192はFW14Bと比べて旧来型のマシンだったが、1992年メキシコグランプリでは3位に入り、初めて表彰台に立った。ドライからウェットへ移行する難しいコンディションとなった第12戦ベルギーGPではウィリアムズ勢を戦略で破り、デビュー18戦目でF1初勝利を達成した。（これはマニュアル・シフト車の最後の勝利でもあった）初優勝の地であるスパ・フランコルシャン・サーキットについて、シューマッハは2003年に「飛び抜けて好きなコース」と評価している。1992年、シューマッハは53ポイントを獲得してドライバーズ選手権で3位となり、2位のリカルド・パトレーゼとは3ポイント差だった。
1993年
1993年

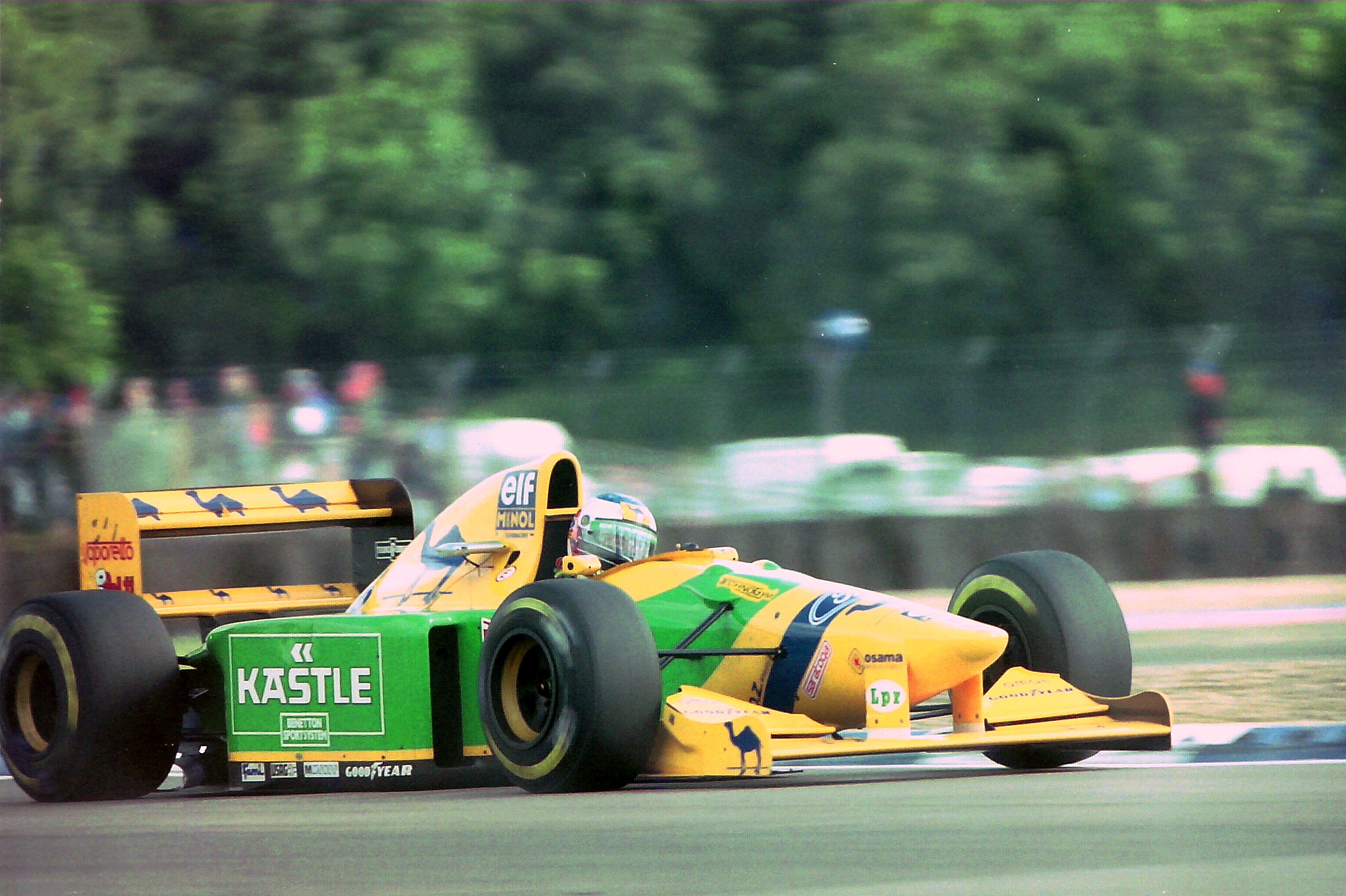
1993年イギリスGP、ベネトン・B193

過熱するハイテク競争の中でB193Bの信頼性不足により、決勝は表彰台に登るかリタイアという両極端な成績の一年になった。マクラーレンがフォードエンジンにスイッチしたため、セナとの対決はフォードワークスの主導権争いという側面もあった。開幕戦南アフリカGPではセナを追撃中にセナの強引なブロックに遭い単独スピンした。モナコGPではトップ独走中にマシンが炎上してリタイアし、セナが優勝した。
シーズン中はなかなか勝利に手が届かなかったが、第14戦ポルトガルGPでは予選6位からピット戦略でトップに立ち、アラン・プロストの追撃をしのいでF1通算2勝目を獲得した。ランキングは前年より1つ下げ選手権4位で終えた。
1994年
1994年シーズン、シューマッハは自身初のドライバーズタイトルを獲得したが、この年のF1はサンマリノGPで起きたラッツェンバーガーおよびセナの死亡事故と、いくつかのチーム（特にシューマッハが所属するベネトン）のマシンが技術規定に違反していたという疑惑によって打撃を受けた。
ベネトンの1994年型マシンであるB194は、設計者ロリー・バーンがのちに「ベネトン時代の最高傑作」と評した車であり、車両特性もシューマッハーのドライビングスタイルに合致していた。シーズンが開幕すると、シューマッハは最初の7戦中6勝を挙げた。唯一勝利を逃した第5戦スペインGPでもギアボックスの故障で5速ギア以外使えなくなるまでは首位を走行し、トラブルにもかかわらず2位に入った。
第3戦サンマリノGP後、ベネトン・フェラーリ・マクラーレンの3チームはFIAによる電子制御の使用禁止に違反しているとの嫌疑で調査を受けた。当初ベネトンとマクラーレンは使用しているソフトウェアのソースコードの提出を拒絶し、のちにFIAが提出されたソースコードを検証したところ、両チームのソフトウェアには隠された機能があることを発見したが、それらがレース中実際に使用されたと証明することはできなかった。ベネトンとマクラーレンは当初調査に協力しなかったとして10万ドルの罰金を科された。マクラーレンのソフトウェアに見つかった自動シフトチェンジ機能は合法と判定された一方で、ベネトンのソフトウェアには明確に禁止されている「ローンチコントロール」的な機能（ドライバーが完璧にスタートを決めること可能にする）が見つかったものの、このソフトウェアが使用されたことを示す証拠は存在しなかった。

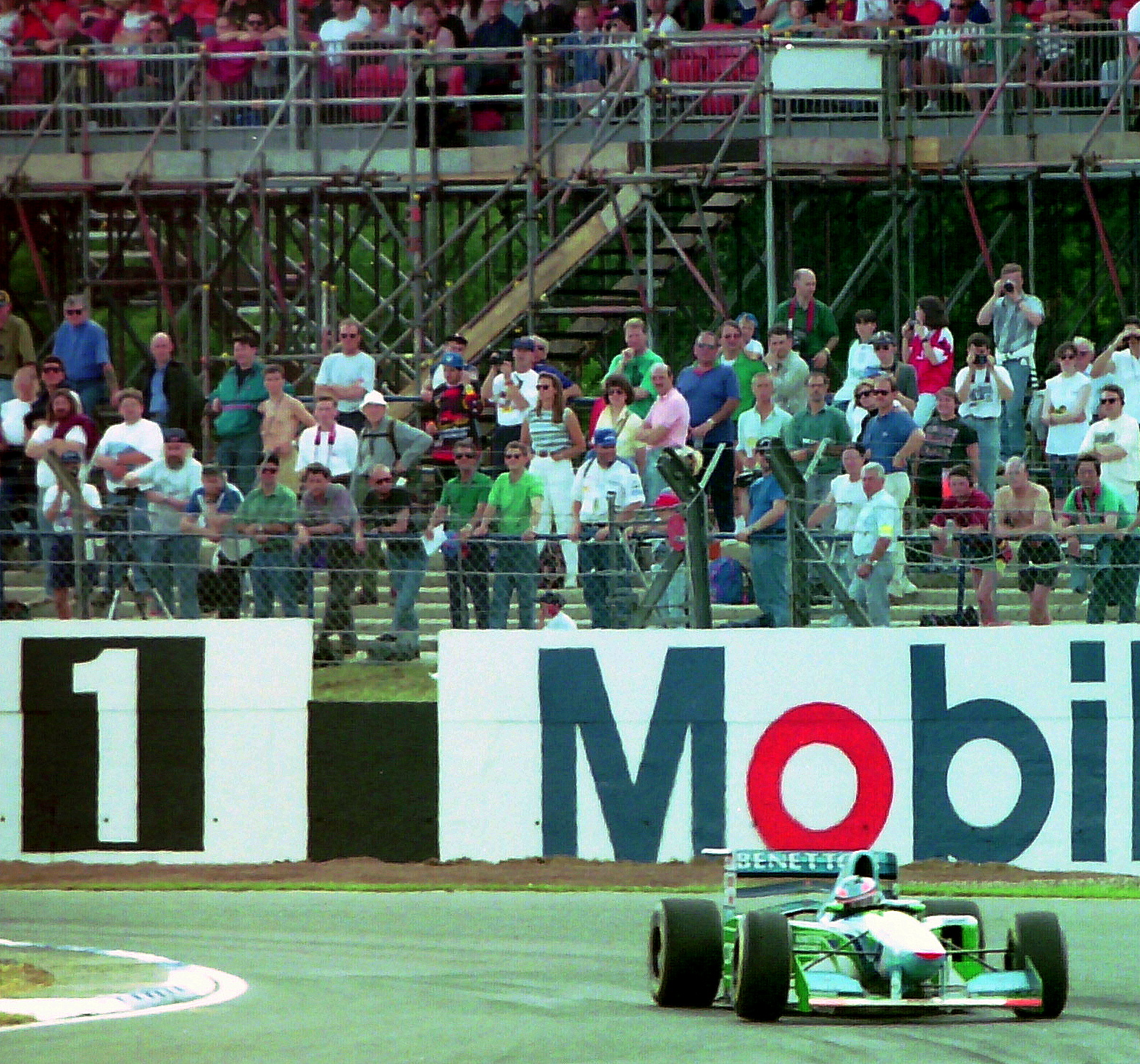
1994年イギリスGP、ベネトン・B194

第8戦イギリスGPでは、フォーメーションラップでヒルを追越したことによる5秒のピットストップペナルティを課せられたが、ピットインを指示する黒旗に6周にわたり従わなかったため25,000ドルの罰金を課された。さらに、7月26日に行われたFIAの世界モータースポーツ評議会に召還され、そこでイギリスGPの失格と2レースの出場停止、ベネトンチームへの50万ドルの罰金という厳罰が科された。ベネトンはこの出来事がレーススチュワードとチームの間のコミュニケーション不良の結果であると主張した。ベネトンは評議会の処分を不服として抗議を行い、その聴聞が8月30日に行われることとなったため、聴聞会までの3レース（ドイツGP、ハンガリーGP、ベルギーGP）への参戦が認められた。ベルギーGPでは1位でゴールしたものの、スキッドブロックの規定違反により再び失格となった。聴聞後に出された裁定は、2レースの出場停止を即座に適用するというもので、その後2戦には出走することができなかった。ベルギーGPの失格を受け、ベネトンはシューマッハがスピンした際に縁石に乗り上げたことでスキッドブロックが削れたものであるとして裁定に抗議していたが、FIAはブロックの削れ方を理由に抗議を却下した。
シューマッハとベネトンがトラブルに見舞われる中、選手権2位のデイモン・ヒルは1位シューマッハとのポイント差を縮め、最終戦オーストラリアGPを迎えた時点でのシューマッハのリードは1ポイントまで減少していた。オーストラリアGPの36周目、首位を走るシューマッハはコースを外れてアウト側のガードレールに接触し、直後に付けていたヒルはその間に追い抜きを試みたが、コース上に戻ってきたシューマッハ車と接触して2台共にリタイアする結果となった。両者リタイアによってチャンピオンが決定したため、この接触は故意か否かで物議を醸したが、この結果、自身初、ドイツ人としても初のドライバーズタイトルを獲得した。
1995年
1995年シーズン、シューマッハはドライバーズタイトルの防衛に成功し、チームメイトのジョニー・ハーバートと共にベネトン・フォーミュラに初のコンストラクターズタイトルをもたらした。ドライバーズ選手権を連覇したことにより、シューマッハは（当時）史上最年少の複数回のドライバーズチャンピオンとなった。

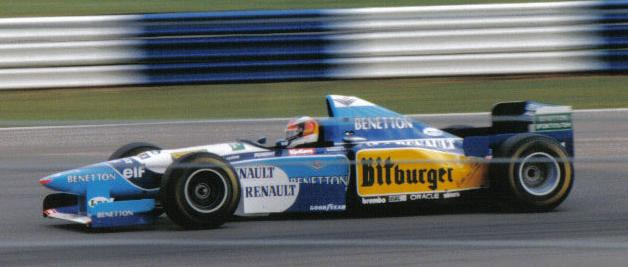
1995年イギリスGP、ベネトン・B195

シーズン序盤は単独クラッシュを喫するなど出遅れたが、第5戦スペインGPでの勝利からペースを掴み、第9戦ドイツGPでは母国初優勝を果たした。第15戦パシフィックGPにて2年連続のドライバーズチャンピオンを確定させた。最終的に17戦中9勝を挙げ、ナイジェル・マンセルが1992年に達成した当時のシーズン最多勝記録に並んだ。ヒルとはこの年もイギリスGP・イタリアGPで接触して両者リタイアとなった。ベルギーGPでは予選16位から路面状況を読み取って優勝したが、ヒルへのブロックで執行猶予付き出場停止処分を受けた。
シーズン中にベネトンとの契約を延長しないことを表明し、メルセデスエンジンを搭載するマクラーレンへの移籍が噂されたが、長くタイトルから見放されている名門フェラーリへの移籍を選択した。

#### フェラーリ在籍期（1996年 - 2006年）
1996年

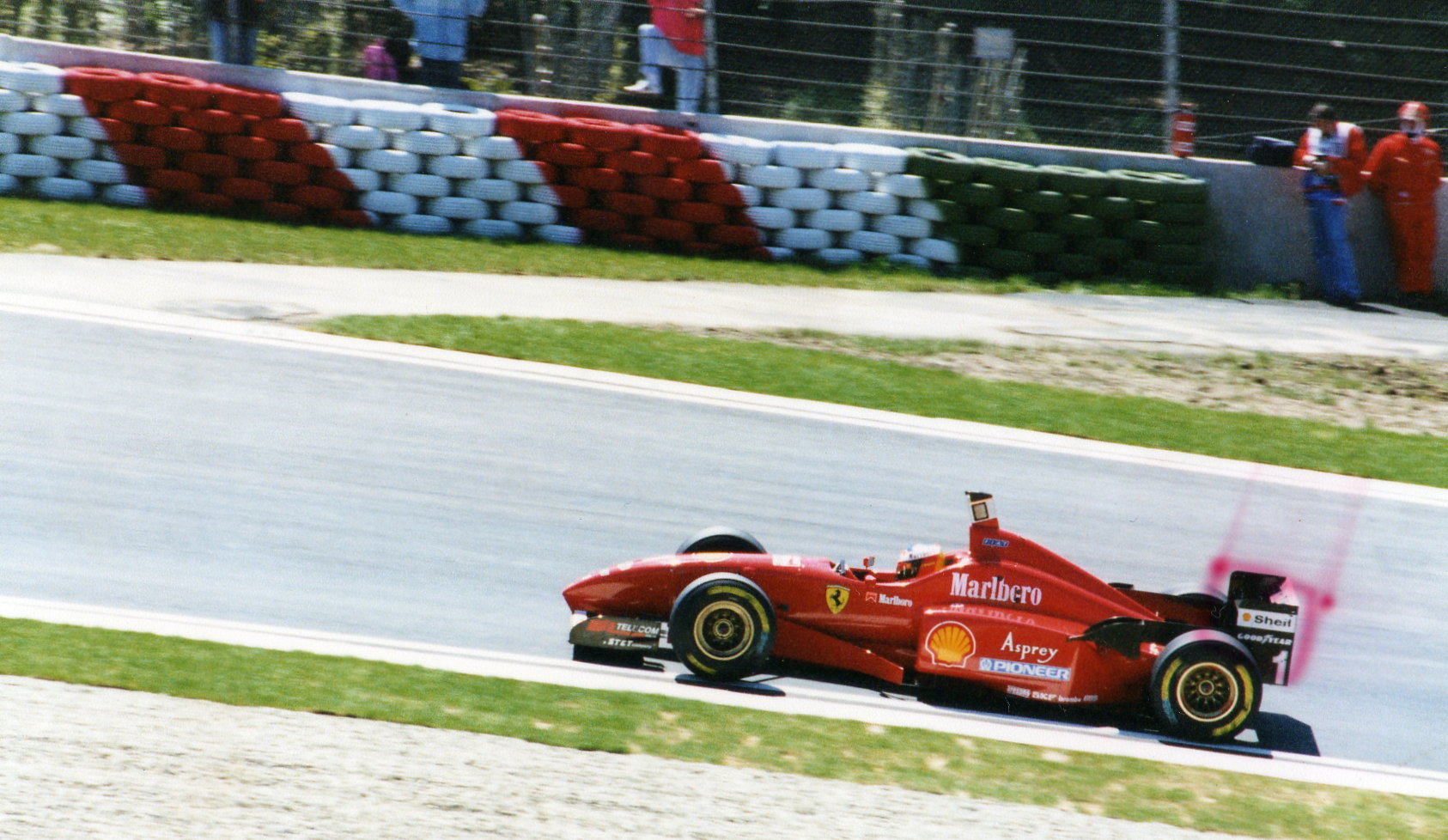
1996年サンマリノGP、フェラーリF310

前年度のチャンピオンとして、シューマッハはカーナンバー「1」とともにフェラーリへ加入した。ルカ・ディ・モンテゼモーロ社長とジャン・トッド監督の下、「今年（1996年）はチャンピオン争いは不可能だが、年間3勝を目標にする」としてチームの再建に取り組んだ。
1996年シーズン序盤のフェラーリ・F310には信頼性の問題があり、シューマッハは全16戦中6戦で完走できなかった。それでも雨のレースとなった第7戦1996年スペイングランプリでは4位以下の全ドライバーを周回遅れにして勝利し、フェラーリでの初優勝を果たした。このレースでシューマッハは19周目に首位に立つと、難しいコンディションの中ライバルよりも5秒速いラップタイムで周回し、後続を引き離した。スペインGPでのシューマッハのパフォーマンスについて、スターリング・モスは「それはレースというよりも、素晴らしい才能の実演というべきだった」と評した。
第9戦フランスGPでシューマッハはポールポジションを獲得したが、レース開始前のフォーメーションラップでエンジン故障が発生しスタートできなかった。その後、第13戦ベルギーGPと第14戦イタリアGPで勝利して公約通りシーズン3勝を挙げ、ティフォシからの信頼を得た。シューマッハは1996年のドライバーズ選手権を3位で終え、フェラーリはベネトンを上回ってコンストラクターズ選手権で2位となった。
1997年

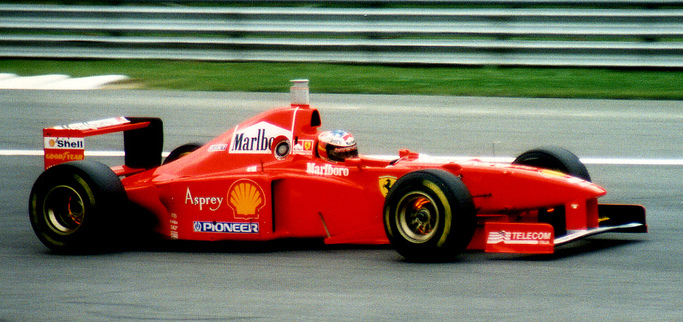
1997年イタリアGP、フェラーリF310B

ベネトンからロス・ブラウン（テクニカルディレクター）とロリー・バーン（チーフデザイナー）が移籍してきたことで、戦略のレベルアップとマシン開発に拍車がかかり、ウィリアムズのジャック・ヴィルヌーヴと激しいチャンピオン争いを展開した。第16戦日本GPでシーズン5勝目を上げ、ヴィルヌーヴを1ポイントリードして最終戦ヨーロッパGPに臨んだ。
ヨーロッパGPではスタートからレースをリードしたが、48周目にヘアピンでオーバーテイクを仕掛けてきたヴィルヌーヴをブロックして接触。コース外にはじき出されてリタイアとなり、3位でゴールしたヴィルヌーブに逆転されてタイトルを逃した。このブロックに関して、FIAはシーズン終了後の11月11日にシューマッハを召喚。重大な過失と判定し、1997年のチャンピオンシップからシューマッハを除外し、ドライバーズランキング2位を抹消した。なお、ヴィルヌーヴとは偶然にもこの年に一度も同じ表彰台に立つことはなかった。
1998年

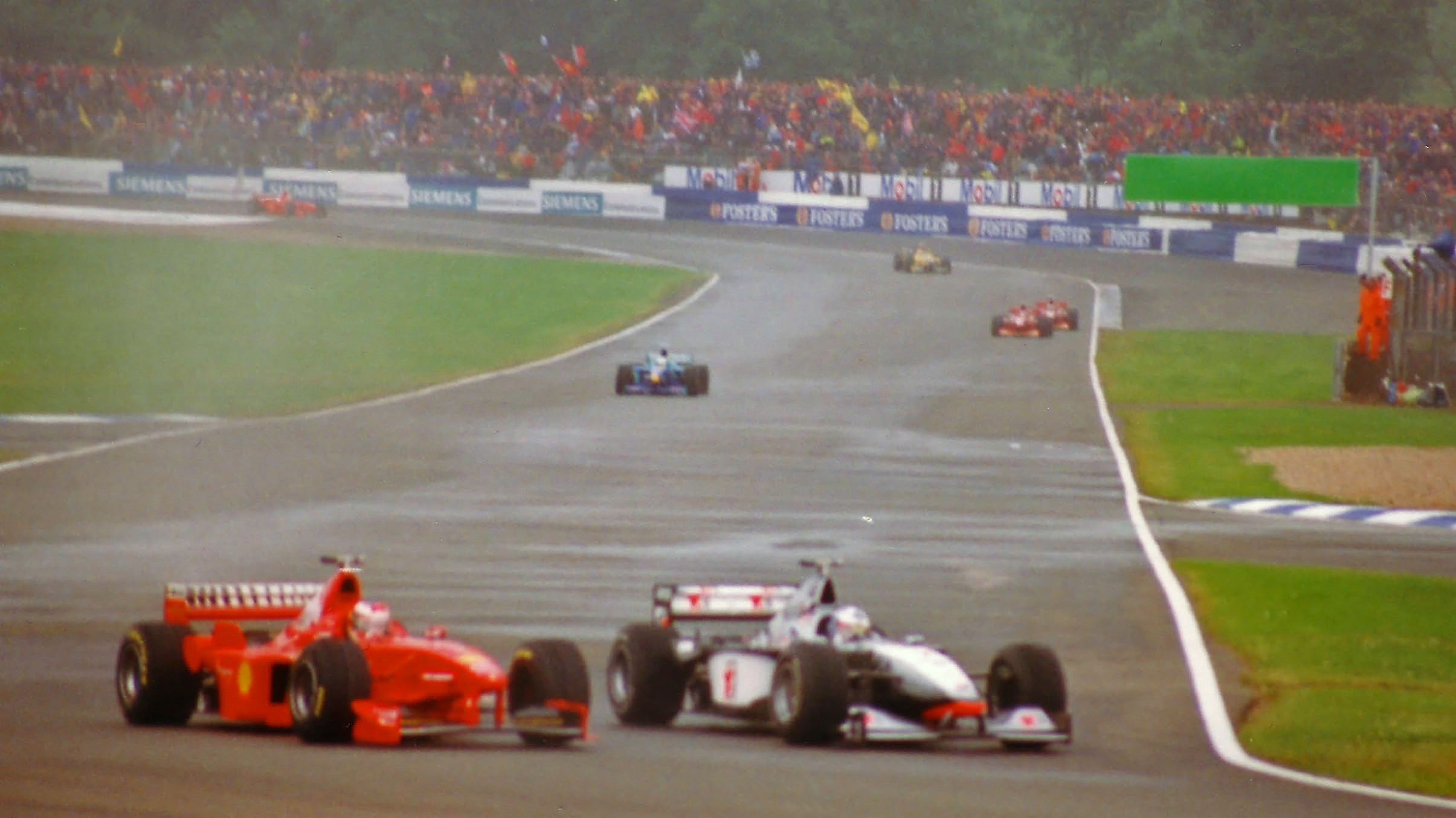
1998年イギリスGPでデビッド・クルサードと争うシューマッハ

モンテゼーモロが「王座奪回の年」と宣言。ロリー・バーンがゼロから設計したニューマシンF300を、ジャン・トッドの指揮でテストも十分に重ね、満を持して臨んだが、開幕2戦はマクラーレンのミカ・ハッキネンが連勝。
それでも前年に引き続きエディ・アーバインのサポート、上方排気システム及びロングホイールベースへの変更をしたF300及び前輪をワイドトレッド化したグッドイヤータイヤの進化、ロス・ブラウンの戦略が結集され、シューマッハの成績も向上。こうした後押しを受けてポイント首位のハッキネンと熾烈な争いを展開し、フェラーリ地元である第14戦イタリアGPではマクラーレン2台の自滅にも助けられてポールトゥーウィンで6勝目をあげ、ポイントでも80対80と同点で並んだ。第15戦ルクセンブルクGPではポールポジションを取るが決勝ではハッキネンに逆転を許し、最終戦日本GPでもポールポジションを獲得したものの、決勝ではタイヤがバーストしてリタイアに終わり、2年連続最終戦でタイトルを逃した。
カナダGPやハンガリーGPで作戦を遂行するために果敢な走りを見せた反面、モナコGPではアレクサンダー・ヴルツ（ベネトン）とペドロ・ディニス（アロウズ）への接触とヌーベルシケインでスピン、ベルギーGPでは周回遅れにしようとしたデビッド・クルサードに追突、オーストリアGPではハッキネンと首位争いしていた17周目のヨッヘン・リントコーナーを曲がりきれずにコースアウトと、ミスが目立ったシーズンでもあった。
1999年

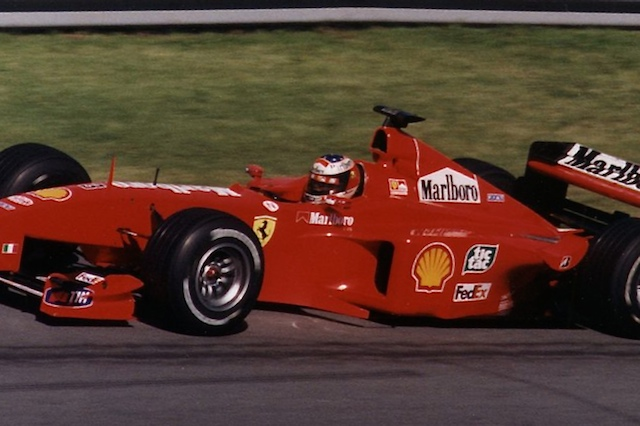
1999年カナダGP、フェラーリ・F399

第3戦サンマリノGP、第4戦モナコGPで勝利し、シリーズをリードしていた。しかし、第6戦カナダGPではトップ走行中に「チャンピオンズ・ウォール」と呼ばれる最終シケインの壁に激突してリタイア。ハッキネンから8ポイントのビハインドで第8戦イギリスGPを迎えた。
スタートで出遅れたシューマッハはハンガーストレートでアーバインをパス。しかし、ストウ・コーナーへのアプローチで減速できず、コースアウトしてタイヤバリアに真っ直ぐ突き刺さった。ブラックボックスの記録では衝突時の速度は107km/h、マシンには瞬間的に50Gが懸かっていた。シューマッハはモノコック内部に足を強打し、ヘリコプターで病院に緊急搬送され手術を受けた結果、「右足の脛骨と腓骨の骨折」により自身のレースキャリアで初めての負傷欠場に追い込まれた。事故状況についてシューマッハは「どんどんブレーキが効かなくなった。なんとかスピードを落とそうとしたが駄目だった」と述べ、病院で自身がクラッシュする瞬間のレースの映像を見て「（今自分が）生きていられるのは幸運」と語った。フェラーリは事故原因を「リアブレーキキャリパーのトラブル」と発表した。
なお、このレースはスターティンググリッド上で動けない車を撤去するためスタート15秒後にレース中断が決定されており、シューマッハの事故は無線連絡で各車がスピードを緩めている最中に発生した。フェラーリピットからの伝達が事故の3秒前と遅れたことに加え、シューマッハがアーバインとのバトルに集中していてコースサイドの赤旗を見落とした可能性もあった。この時、シューマッハは「アーバインをパスするから、道を開けてくれ」と無線で言っていた。
残りの全レースを欠場するという選択肢もあったが、自身の代役としてドライバーズタイトルを争う事となったアーバインのサポートと、チームのコンストラクターズタイトル獲得のため、6レース欠場後に第15戦マレーシアGPから、自身のF1キャリアで初となる「セカンド（ナンバー2）ドライバー」として復帰した。予選ではポールポジションを獲得し、決勝でもアーバインに次ぐ2位に入り、「ナンバー2ドライバー」としてアーバインをサポートした。最終戦日本GPでもポールポジションを獲得するが、決勝ではスタート時にミカ・ハッキネンのブロックをすることができず、2位入賞。アーバインのドライバーズタイトル獲得には最終的には貢献できなかったものの、フェラーリのチームとして、1983年以来となるコンストラクターズタイトル獲得に貢献した。
2000年
1999年のシーズン途中でF399の風洞開発を止め、代わりにF1-2000の開発を進めていったことが功を奏し、開幕3連勝を含めて8戦5勝のハイペースでポイントリードを築いた。
しかし、第9戦以降3連続リタイアを喫し、ハッキネンとの熾烈な戦いにもつれ込む。第13戦ベルギーGPではハッキネンに「世紀のオーバーテイク」を決められて敗れたが、続くイタリアGPから連勝し、第16戦日本GPでのマッチレースを制して1995年以来、5年ぶり自身3度目、フェラーリ在籍ドライバーでは1979年のジョディー・シェクター以来となるドライバーズタイトルを獲得した。
イタリアGPではセナの勝利数（41勝）に並び、このレースから翌年のマレーシアGPまで6戦連続ポール・トゥ・ウィンを記録した。
2001年

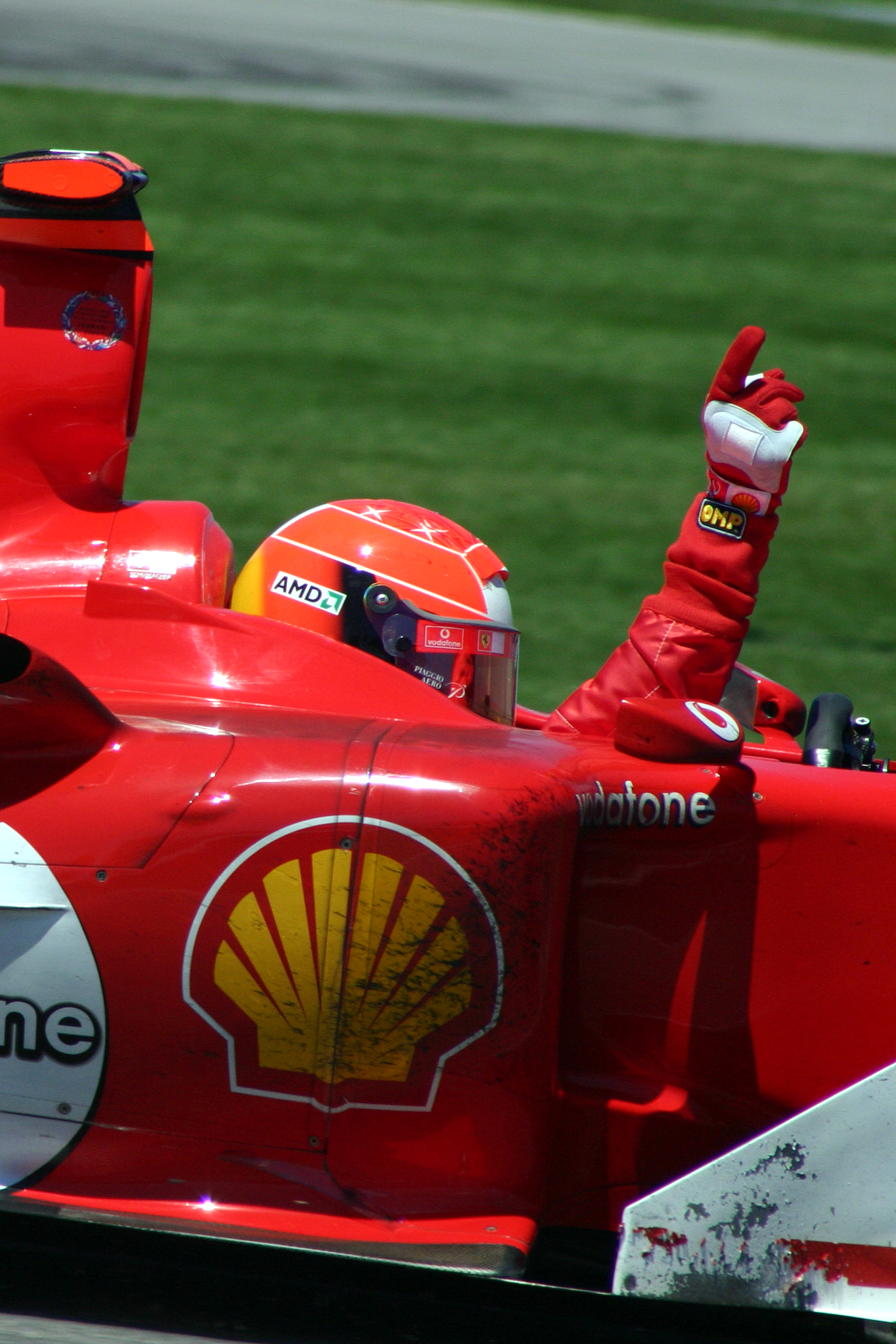
2004年アメリカGP

プロストが持つF1最多ポイント（798.5ポイント）、最多ファステストラップ（41回）と最多勝記録（51勝）を更新し、4度目のチャンピオンを獲得。カナダGPで史上初の兄弟1-2も果たしている（1位・弟ラルフ、2位・兄ミハエル）。なお、ミハエルは開幕戦の共同記者会見で「僕はもうグランプリ・ドライバーとして（これ以上）成長することはないと思う。これから先も勝てるとすれば、それは（自分自身が成長したわけではなく）フェラーリが進化、成長することを意味する」と印象的な発言をした。
2002年
ファンジオに並ぶ5度目のチャンピオンを獲得。この年は全17戦中優勝11回で自身（1995年、2000年、2001年）とマンセル（1992年）のもつシーズン最多勝記録を更新し、さらに全レースで表彰台（決勝では全レースで1位・2位・3位のいずれかでフィニッシュ、リタイアは一度も無し）と言う離れ業を成し遂げた。7戦を残してチャンピオンを決定するという、圧倒的な強さを見せた。
2003年
シーズン開幕当初に躓いたことにより出遅れ、マクラーレンのキミ・ライコネンやウィリアムズのファン・パブロ・モントーヤらとシーズン終盤までタイトル争いを繰り広げた。第4戦サンマリノGPの決勝日に母を亡くした。このレースでポール・トゥ・ウィンを果たしたが、記者会見ではミハエル・シューマッハの代理でインタビューに応じたジャン・トッドはミハエルのことを「ドライバーとしてじゃなく、1人の男としてすごいことを成し遂げてくれたと思う」と答えた。最終戦鈴鹿で、ライコネンを2ポイント差で下し4年連続6度目のチャンピオンを獲得した。また、ヨーロッパグランプリで、F1史上初の通算1,000ポイントを獲得した。
2004年

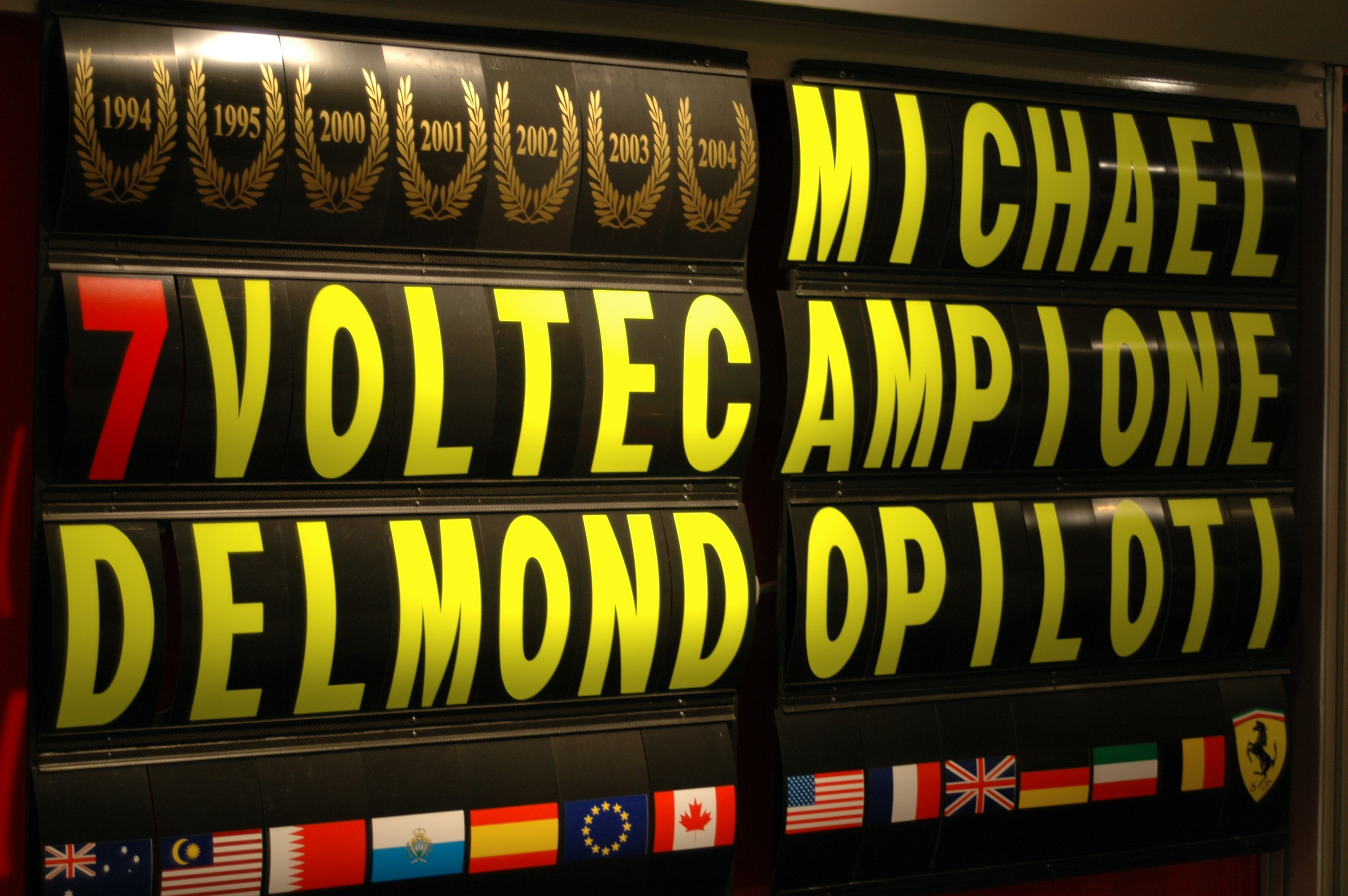
7度目のチャンピオン獲得を祝うサインボード

前年の苦境とは打って変わり、開幕戦から5戦連続優勝、第6戦モナコGPはクラッシュでリタイアを喫したもののその後は7連勝を記録し、F2004と共に2002年に勝るとも劣らない圧倒的な強さを見せた。最終的には全18戦中13勝でまたもシーズン最多勝記録を更新。15回の表彰台獲得で圧倒的な差をつけてチャンピオンを獲得し、ベルギーGPでは、ついに5年連続で通算7度のチャンピオンに輝いた。また、同年の鈴鹿が弟のラルフとの最後の1-2フィニッシュである。兄・ミハエルが優勝で、弟・ラルフが2位という結果で終わった。
2005年
新レギュレーションに対応したマシンとタイヤがうまく機能せず、前年とは一転して苦戦した。サンマリノGPで首位を走っていたフェルナンド・アロンソを追い回すなど見せ場を作ったレースもあったが、優勝はおろか表彰台にすら上がれないレースが続いた。ミシュラン勢14台が安全上の問題からフォーメーションラップ終了後にボイコットし、わずか6台のみで争われた第9戦アメリカGPで、ようやく勝利をあげることができた。ハンガリーGPではシーズン唯一のポールポジションを獲得したが決勝はライコネンに逆転され2位。しばしば表彰台に上ることはあったが結果的にはアメリカGPの1勝のみに終わり、21世紀になってから初めてチャンピオンの座をアロンソに明け渡した。
2006年

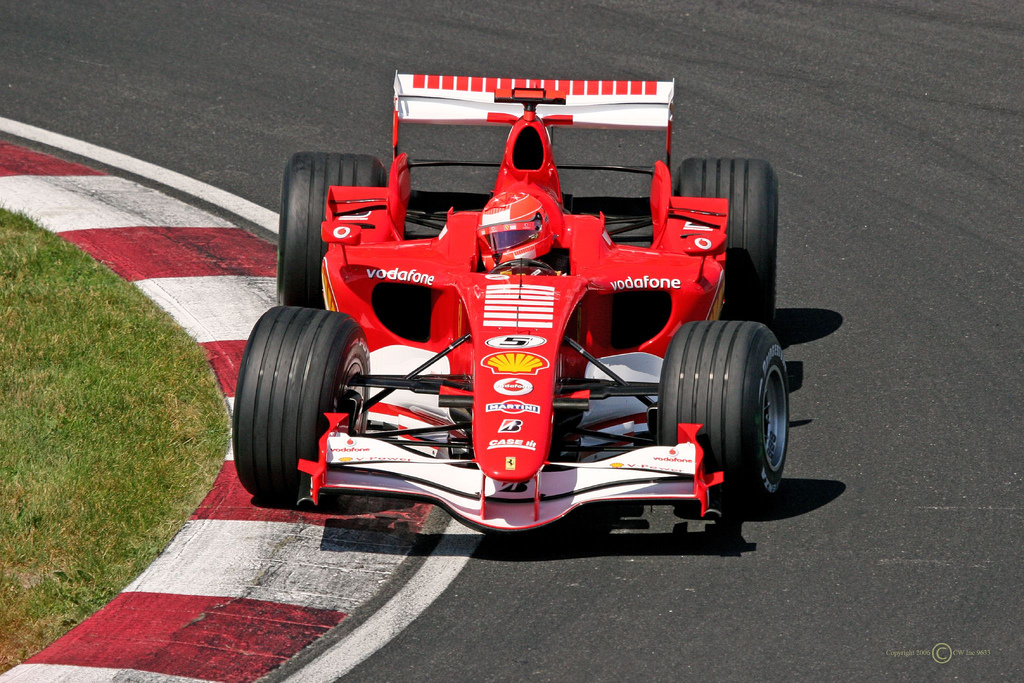
2006年カナダGP、フェラーリ・248F1

開幕戦バーレーンGPでポールポジションの獲得回数がセナと並び、第4戦サンマリノGPでセナを超える通算66度目のポールポジションを獲得し、そのままポール・トゥ・ウィンでシーズン初優勝を飾った。ただシーズン序盤はマシンの信頼性欠如に苦しんでフェルナンド・アロンソにポイントでリードを許したが、シーズンが進むにつれて急速に差を縮める。同年のフランスGPにおいて68回目のポールポジションを獲得し、決勝では優勝とファステストラップを記録して結果的にハットトリックを果たした。
第15戦イタリアGP後の公式記者会見で、2006年シーズン限りでの自身のF1ドライバー引退を表明（後任のドライバーはレース直後の会見で2位を獲得し彼の隣に座っていたキミ・ライコネン）した。会見では、ファン、家族、フェラーリの仲間とベネトン時代の仲間に感謝したいとも述べた。
次の第16戦中国GPでは雨中のレースを優勝し、ポイントランキングトップのアロンソと同点としたが、第17戦日本GPでは、2回目のピットストップの直後、トップを走りながらエンジントラブルによりリタイアした。最終戦ブラジルGPでは、予選の第2ラウンドではトップタイムを記録したものの、第3ラウンドの開始直後にマシンが故障しタイムを記録することができなかったため、10番グリッドからスタートすることとなった。決勝ではジャンカルロ・フィジケラと接触、左リヤタイヤがパンクし、優勝は絶望的となったが、フィジケラ、ライコネンらとのバトルを制し、ファステストラップも記録した。最終的には4位でチェッカーを受けた。結局アロンソに2年連続のチャンピオン獲得を許すこととなった。中国GPの優勝が通算91勝目、F1での最後の勝利となった。

#### 1度目の現役引退 （2007年 - 2009年）
2007年は、アドバイザーという役職に立場を変えてフェラーリのF1に関わり、チーム監督であるジャン・トッドや、ドライバーのフェリペ・マッサとライコネンなどを見守ることとなった。この年の開幕戦のオーストラリアでは、フェラーリに移籍してきたライコネンが優勝し、現場にいなかったシューマッハーは祝福の電話をライコネンにかけた。この年サーキットを初めて訪れたのは、ヨーロッパラウンド初戦のスペインGPであった。モナコGPでは、前年までのライバルだったフェルナンド・アロンソと握手を交わす姿がTVに映し出された。ヨーロッパGPには、表彰台でトロフィーを渡す役として登場した。また母国・ドイツのフランクフルトモーターショーではフェラーリブースに登場し、注目を集めた。シューマッハはブラジルGPをスイスの自宅で見ていたようで、ブラジルに行かなかったことを後悔したという。
スペインで開催されたイベントでドゥカティのMotoGPバイクに乗り、現役ライダーの5秒落ちというタイムをマークし、ジャーナリストらを驚かせた。また、このことで2輪レースに対する興味が湧いたのか、2008年3月にはイタリアのマイナーレースでレースデビューを果たし4位入賞、5月にはドイツ国内のスーパーバイク選手権に同国内の大手チームよりホンダ・CBR1000RRを駆って参戦したが、第1ヒートは28位完走、第2ヒートは転倒リタイアに終わった。
2007年11月のバルセロナ合同テスト、同12月のヘレス合同テストに参加した。約1年ぶりにF1マシンのステアリングを握ったが、バルセロナでは2日連続でトップタイムをマークし、関係者を驚かせた。同年のシーズンオフに、シューマッハ最後のチームメイトだったフェリペ・マッサが主催のカートイベントに参加し、総合優勝（第1レース優勝、第2レース6位）を果たした。
その後、2009年用のスリックタイヤテストの際に、テストドライバーとして度々F2008を走らせている。
2009年のハンガリーGP公式予選走行中、フェリペ・マッサが事故により頭部を負傷、復帰まで時間がかかることがわかった。その代理としてヨーロッパGPからF1に復帰すると発表されたが、2月のバイクレースで転倒した際に負った首の痛みのために万全の体調で臨めないため、ドクターストップが掛かり復帰を断念した。

#### F1復帰メルセデス在籍期 （2010年-2012年）
2010年

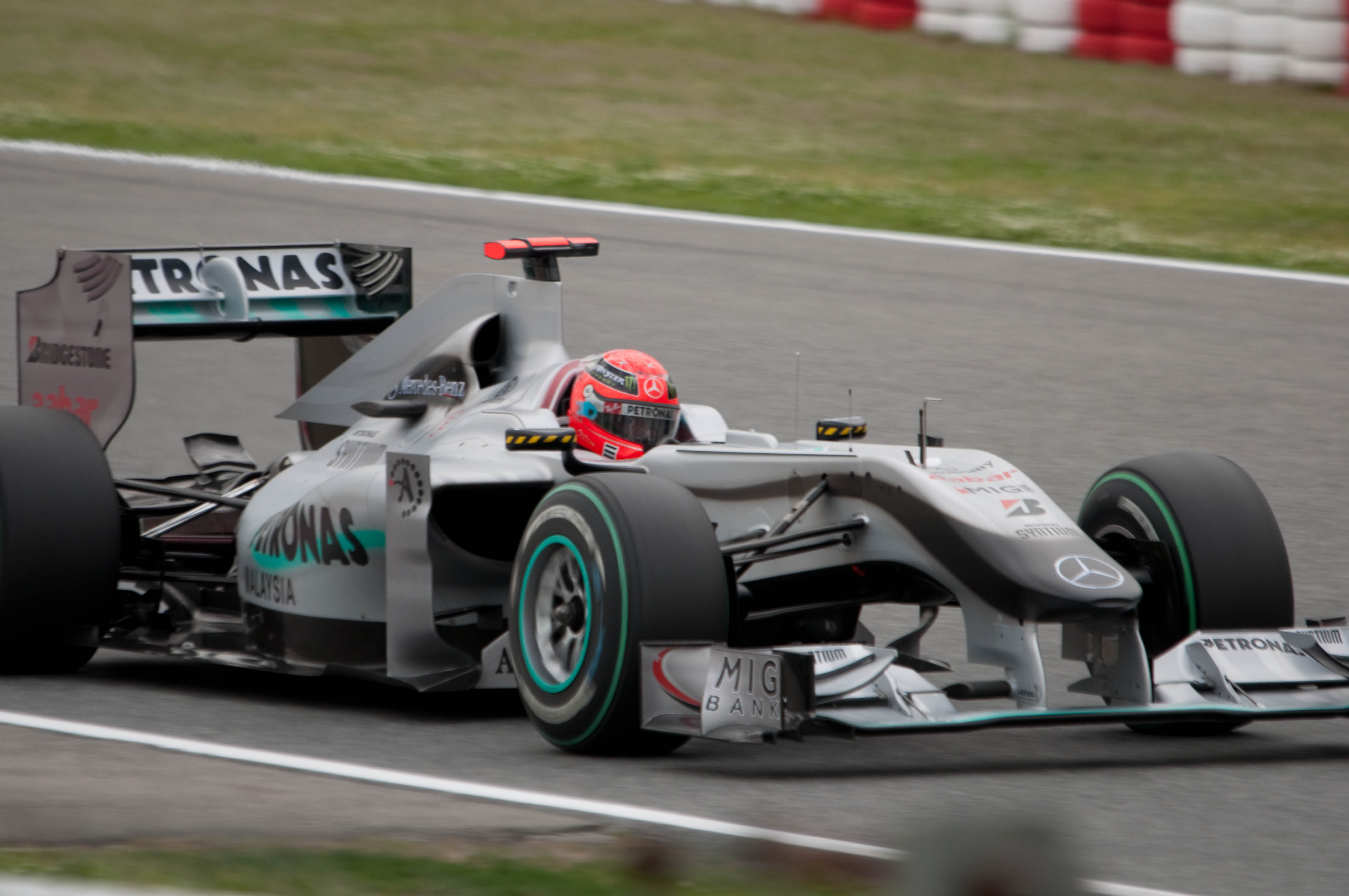
2010年スペインGP

2009年12月23日、メルセデス・グランプリから4シーズンぶりにF1に復帰することが発表された。3年契約を結んでいる。
開幕戦から第4戦中国GPまで、チームメイトであるニコ・ロズベルグに予選・決勝ともに負けていたが、第5戦スペインGPでシューマッハの要望に応えた改良型のシャシーが投入されると初めて全セッションでチームメイトを上回り、決勝でも今シーズン自己最高となる4位入賞を果たした。しかし、それ以降ロズベルグが改良マシンの特性を掴んでいくとレースでは再びロズベルグの後塵を拝するレースが増えた。第8戦カナダGP以降は、7戦中6戦で予選Q2で脱落しており、速さを取り戻せずに苦戦が続いた。
シューマッハがF1にデビューした当初のチーム代表エディ・ジョーダンは、再三に渡ってシューマッハは解雇されるべきだと主張してきたが、第15戦シンガポールGP後には成績内容があまりにも悪いため、チーム代表のロス・ブラウンからも「ミハエルでなければ解雇する」と言われた。このようにさまざまな方向からの批判が強まっているが、シューマッハ自身はカムバックを後悔したことはなく、自信を失ったことは一度もないと述べている。
第16戦日本GPでは、決勝で非凡な走りを見せ徐々にではあるが復活の兆しを見せた。さらに第17戦韓国GPではウェット状態でセーフティカー先導でスタートし、4周目で赤旗中断となる荒れたレースであったがその間にチームが機転を利かせてマシンセットアップを雨用に変更し、レース再開直後、晴れ用セットの状態であったマクラーレンを操るジェンソン・バトンをオーバーテイクし4位でフィニッシュした。しかし最終戦アブダビGPではレーススタート直後にスピンを喫し、後続のリウッツィが避けきれずに接触、1周も走ることができずにリタイアという不本意な結果で最終戦を終えた。
結局フル参戦したシーズンの中で初の未勝利及び未表彰台に終わり、142ポイントを獲得したチームメイトのロズベルグに対し、自身は72ポイントと倍近い大差を付けられ、期待外れな復帰初年度となった。ランキングは9位。
2011年

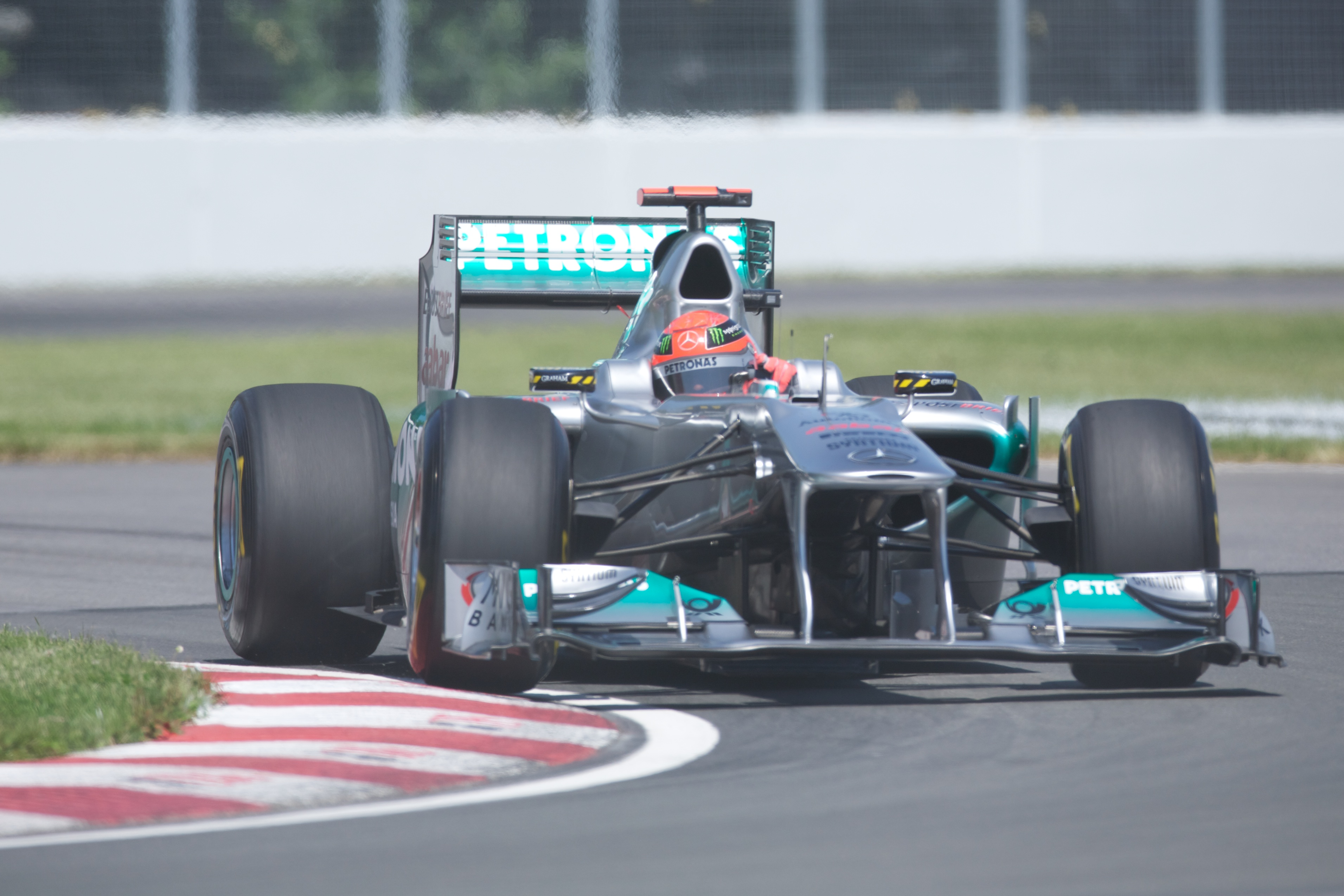
2011年カナダGP

2011年もメルセデスから参戦。チームメイトのロズベルグが開幕から毎戦で予選Q3に進出したのとは対照的に、開幕から3戦連続で予選Q2敗退が続いた。
第4戦トルコGPでは予選こそ今期初のQ3進出を果たしたものの、決勝レースでは全くペースが上がらずに次々とオーバーテイクされ、ペトロフにインを突かれた際には幅寄せした挙句に接触するミスを犯し、結局ポイント圏外でレースを終えた。レース後には、「レースが楽しくない」とモチベーションの低下を感じさせる発言をしたことが物議を醸した。
第6戦モナコGPでは今期初めて予選でチームメイトのロズベルグを上回ったが、決勝はマシントラブルでリタイアに終わった。
第7戦カナダGPは、雨の中断後2位走行という走りを見せ、復帰後ベストタイの4位フィニッシュを果たした
第12戦ベルギーGPでデビュー20周年を迎え、ヘルメットのデザインを変更した。予選では、第1セッションでピットアウト後タイヤが脱落してしまいバリアに激突、ノータイムで終えたことにより最後尾の24位からのスタートになった。決勝では19台を追い抜いて5位フィニッシュ。数々のバトルがあったためシューマッハ自身も「追い抜きを心から楽しんだ」とコメントしている。
2012年
第1戦オーストラリアGPと第2戦マレーシアGPではそれぞれ予選で4位と3位になり復帰後自己最高位グリッドを獲得したが、決勝ではそれぞれリタイヤと10位に終わった。第3戦中国グランプリでは、予選でチームメイトのロズベルグに続く2位とフロントローを獲得するが、決勝ではピットストップでのタイヤ交換ミスによりコース復帰後すぐにマシンを止めリタイアとなった。第5戦スペインGPではブルーノ・セナに追突して両者リタイアとなり、次戦5グリッド降格ペナルティを科された。
第6戦モナコGP予選では復帰後自身初の予選トップタイムを記録するが、前戦でのペナルティの影響で決勝レースは6番手スタートとなった。第8戦ヨーロッパGPでは混乱したレースを攻略し、3位表彰台を獲得した。（シューマッハが表彰台に登るのは2006年中国GP以来。）第10戦ドイツGPでは6年ぶりにファステストラップを記録した。
予選17位からのスタートとなった第11戦ハンガリーGPでは誤って19番グリッドについたことでスタートやり直しの原因をつくり、その後再スタートのためピットレーン出口に向かう途中でスピード違反を犯しドライブスルーペナルティを科された。
第14戦シンガポールGPでも運転ミスからジャン＝エリック・ベルニュに追突して両者リタイアとなり、次戦日本GPでの10グリッド降格ペナルティを与えられた。第15戦日本GPにて2012年末をもって二度目の引退をすると記者団に発表した。第17戦インドGPでは、走行周回数においてバリチェロを抜き、歴代1位となった。
二度目の引退レースとなった最終戦ブラジルGPではレース序盤のパンクにより一時最後尾に落ちるものの、雨天のなか力強い走りを披露。このレースでドライバーズタイトル3連覇を決めたベッテルに続く7位入賞を果たした。レース開始直前に無線で「一緒に仕事をしてきた全てのメカニックやエンジニア、そして僕たちをフォローしてテレビを見てくれている世界中の人たちにもありがとうと伝えたい。素晴らしい日々と思い出を本当にありがとう」と語った。

## 引退後
2度目の現役引退の翌年である2013年8月に、ドイツの金融サービス会社であるドイチェ・フェルメーゲンスベラトゥン社（DVAG）が、新たにシューマッハと2100万ユーロで7年間のスポンサー契約を結んだことが報道された。

### 事故
2013年12月29日、シューマッハは当時14歳であった息子のミックと共にフランス・サヴォワ県レ・ザリュのスキー場であるメリベルでスキーをしていた際に、2本のスキーコースに挟まれた未整備のコース外エリア（オフピステ）を滑走中、転倒して岩に頭部を強打し、ヘルメットを装着していたにもかかわらず深刻な頭部外傷を負った。治療を担当した医師によれば、ヘルメットがなかった場合シューマッハは死亡していた可能性が高いという。負傷後はヘリコプターでスキー場からイゼール県グルノーブルのグルノーブル大学付属病院に搬送され、2回の外科的処置が施された。
シューマッハには外傷性脳損傷が認められ、体力回復のために意図的に人工的な昏睡状態に置かれ、2014年3月7日には担当医によって容体が安定していると報告された。2014年6月16日には意識が回復し、リハビリのためスイス・ローザンヌのローザンヌ大学病院に転院した。2014年9月9日には同病院を退院し、さらなるリハビリを行うため自宅に戻された。 
2014年11月、元F1ドライバーのフィリップ・ストレイフによると、シューマッハが「麻痺のため車椅子を使用している」こと、また「喋ることができず記憶障害がある」ことが報道された。2015年5月に公開されたインタビュー動画の中で、シューマッハのマネージャーであるサビーネ・ケームは、彼の容体が「負傷の深刻さを考慮すれば」徐々に改善していると述べた。
2016年9月、シューマッハ家の弁護士はドイツの法廷で、シューマッハが「歩くことができない」と述べた。弁護士の発言は2015年12月のドイツ誌『Die Bunte』による、彼が「数歩だけ歩くことができる」という虚偽の報道を受けてのものだった。かつてフェラーリのテストドライバーを担当したルカ・バドエルは、シューマッハの妻・コリーナから定期的な面会を許されている数少ない人間であることを明かした上で「家族は周囲に秘密を保つことを望んでいて、僕はご家族の意志を完全に尊重している。ご家族はミハエルのためにできる事すべてをしているんだ」と語っている。同じく、フェラーリ時代最後のチームメイトであったフェリペ・マッサも面会を許可され、シューマッハの状態を知っていると打ち明かしたうえで、「家族はどのような情報も漏らしたいとは思っていない。だから僕にそれができるわけはない」と語っている。
2019年7月、フェラーリの元チーム代表ジャン・トッドはラジオ・モンテカルロによるインタビューに応え、スイスにあるシューマッハの自宅で一緒にF1レースをテレビ観戦したと語り、シューマッハは「順調な経過を見せている」ものの「意思疎通は難しい」と述べた。

## 評価

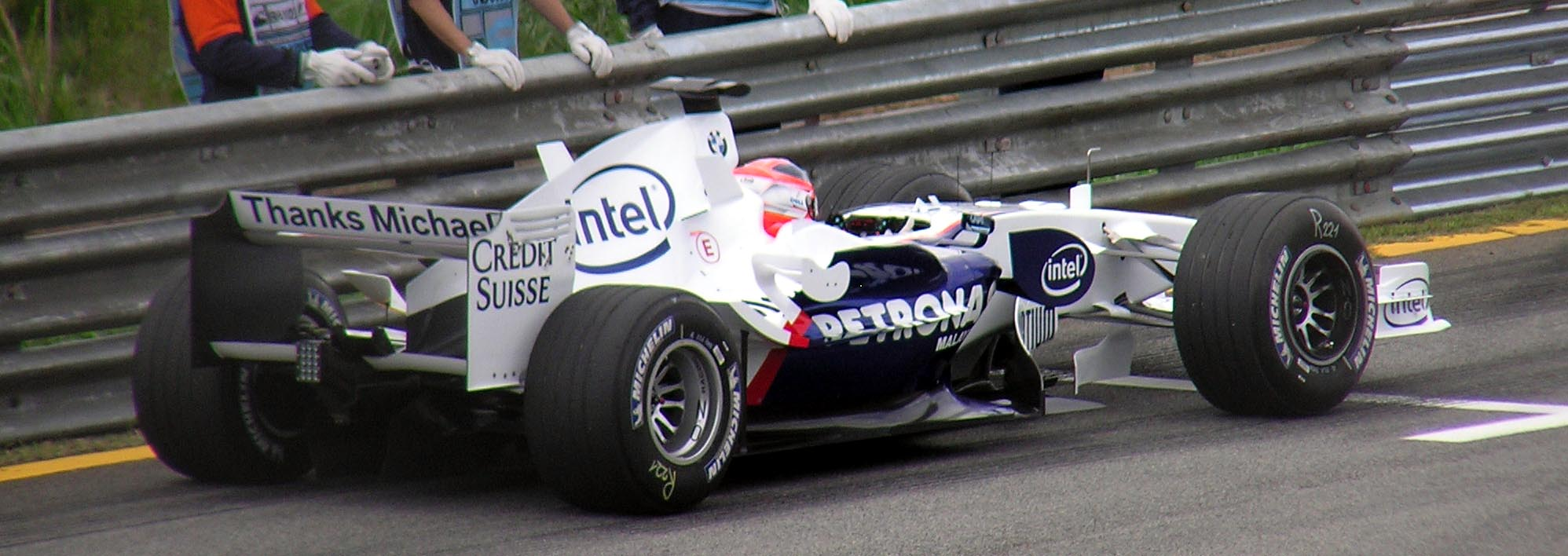
BMWザウバーチームは、ミハエル・シューマッハの最後のレースとなる2006年のブラジルGPでリヤウイングに"Thanks Michael"のサインを施した。

そのキャリアにおいて数々のF1歴代記録を塗り替えた、F1史上に残るドライバーである。ベネトンに加入後4シーズン目にチャンピオンを獲得し、フェラーリに移籍後はベネトン時代に一緒に働いたロス・ブラウン、ロリー・バーンらを招聘し、2000年には1979年以来のドライバーズチャンピオンをもたらした。ベネトン、フェラーリともにシューマッハ加入前の数年にはシーズン1、2勝で過ごしてきたチームを、それぞれチャンピオンに導いている。特にフェラーリにおいては、移籍後から2006年に最初の引退をするまで毎年優勝を飾っており、1997年 - 2006年まで、数戦を負傷欠場した1999年と不調に終わった2005年を除く全てのシーズンでタイトル争いをしている。
チーム内で徹底的なNo.1体制を敷くことでも知られている。スペアカーの使用権、ピット作戦における優先権のほか、チームメイトに優勝を含めレース中に順位を譲らせたことも数度あり、この点で批判を浴びることも少なくない。特に2001年、2002年のオーストリアGPでは、チームメイトのルーベンス・バリチェロに2年続けて露骨に順位を譲らせたことで物議を醸し、FIAがそれまで黙認状態だったチームオーダーを公式に禁止する異例の声明を出すに至っている。No.1待遇について、契約書に明文化されていると言われるがその詳細は不明であり、2006年にチームメイトとして組んだフェリペ・マッサはその存在を否定している一方で、1995年にベネトンでチームメイトだったジョニー・ハーバートは自身の引退後に待遇差があったことを認める発言をしている（シューマッハはハーバートの全ての走行データを自由に見られるが、ハーバートはシューマッハのデータを見ることはできなかった）。エディ・アーバインによると「チームの指示には常に従わなければならないと契約書に書いてあった。新しいシャーシが届けば、最初に使うのはミハエルだったし、ミハエルのためにタイヤの皮むきをするのが俺の役割だった」と述べている。1995年サンマリノGPでは、シューマッハがリタイアした後、チームメイトのハーバートがレース続行中であったにもかかわらず、チーム代表のフラビオ・ブリアトーレはサーキットから去った。1999年のイギリスGPでは事故を起こした際、命に別状はなかったにもかかわらず、チームを指揮する立場のトッドが決勝レースを離れて手術に立ち会った。これらの出来事は、チーム内におけるシューマッハの立場を示している。一方で、シューマッハのフェラーリ時代最後のチームメイトであったマッサは「彼は常に僕に親切にしてくれたし、僕の先生だった」とも語っている。
他方、明確に批判と非難の対象となったものもある。F1においては過去に1994年と1997年の2度、ドライバーズチャンピオンがかかった最終戦でタイトルを争うドライバーとの接触を起こしている。1994年のケースについては故意か否か見解が分かれるが、1997年にヴィルヌーヴと接触したケースについては公式に故意とみなされペナルティを受けたばかりでなく、チャンピオンに相応しくない卑劣な行為とみなされ、その後も彼の評価と名声に汚点を残した。引退後には、シューマッハ自身も「F1キャリアにおいて取り消すことができる場面があるとすれば、それはヘレスでしょう」と、“南ドイツ新聞 (Süddeutsche Zeitung)”のインタビューの中で語っている。これらの出来事に関しては、後にフェルナンド・アロンソが『F1史上最もスポーツ精神に反するドライバー』だと痛烈に酷評しており、デビッド・クルサードなどもこれに同調している。
2006年10月、インディペンデント紙のインタビューで、元F1ドライバーのニキ・ラウダ、スターリング・モス、ジャック・ヴィルヌーヴ、ハンス・シュトゥック、マーティン・ブランドルおよびF1ジャーナリストのデイヴィッド・トレメインの6人がシューマッハについて語っている。『英雄か、それとも悪人か?』という問いには、ラウダが「英雄」、シュトゥックも「もちろん、疑いなく英雄だ」と答えているのに対し、ヴィルヌーヴはシューマッハの本性が見えていないのが問題だ(すなわちこの問いには答えるまでもない)として彼の走法や人間性を酷評。そのほか、モスは「両方」、ブランドルは「英雄だが悪人の部分を持つ」、トレメインは「アンチヒーローと呼ぶのがいちばんいいだろう」と回答している。また『最も偉大なドライバーか？』との問いに対しては、ラウダは「YES」、モス、シュトゥックは他者との比較において「NO」、トレメインはライバルの少なさを理由に「NO」、ヴィルヌーヴ、ブランドルははっきり「NO」と回答している。
レースにおいては、ポールポジションからの逃げ切りや、再給油が認められていた頃は少ないガソリン量でスパートをかけるピット戦略で前に出ることが多かった。ロス・ブラウンとの二人三脚でのレース作戦は度々語り草になるほどである。
他人の走行に対するブロックは露骨で危険なものとして、非難の対象となることが多い。1990年F3マカオGPでのハッキネンとの対決では、ストレートでスリップストリームからオーバーテイクにかかったハッキネンの進路をふさぎ接触、SWC時代の1991年にも予選中にブロックされたと思い込んだシューマッハが報復として自分の乗るメルセデス・ベンツ・C291をデレック・ワーウィックのジャガー・XJR-14に故意にぶつけてブロックし予選終了後に問題となった。1995年のベルギーGPでは何度もラインを変えてデイモン・ヒルの進路を阻んで接触、1997年のヨーロッパGPでのジャック・ヴィルヌーブとの接触では、完全に前に出たヴィルヌーブのマシンのサイドポンツーンに、自身のマシンのフロントタイヤをぶつけている。復帰後の2010年ハンガリーGPでは、背後からホームストレートで横に並んだバリチェロをコンクリートウォール直前まで幅寄せし、危険な行為として次戦での10グリッド降格ペナルティを受けた。これに対してシューマッハ自身はレース直後に、「何も悪いことはしていない」とコメントしていたが、後に自身のホームページ上で非を認めるコメントを掲載した。シューマッハとは家族ぐるみの間柄であるジャン・アレジでさえ、「ドライビングスタイルには敬意を持っているが、レースに関してはアイルトンほど好きではない。アイルトンとはリスクを感じずにレースでバトルができる。しかし、ミハエルを本気で追い越そうとすると、彼はなんらかのことをやってきて、接触することになるからね。ミハエルは自分が抜かれるという事実を認めることができないから、ジグザグに走ったりするんだ。ジグザグ走行というものをF1に持ってきたのは、ほとんど彼と言っていい」と語っている。そのアレジ自身も実際に、1992年のモナコGPや1995年のオーストラリアGPでシューマッハと接触してリタイアを余儀なくされた経験がある。
開発能力は、ブリヂストンの浜島裕英によると「（タイヤに関して）他のドライバー（ルーベンス・バリチェロ、ルカ・バドエルら）では決めきれない部分を決めてくれる」一方で「差がないものは差がないと言って、無理にコメントしないところもありがたい」、「開発の方向性をバシッと出してくれるところがすごい」等と語っている。浜島曰く「テストドライバーとしてシューマッハに匹敵する能力を持つのは星野一義とデビッド・クルサードくらいである」元F1ドライバーのヘルムート・マルコは、シューマッハはテスト走行が無制限であり、タイヤメーカーと密接な協力関係を築くことができた時代背景から恩恵を受けていたと指摘している。
オーバーステア傾向のセッティングを好むとされ、浜島裕英は「前がかなり食いついていないとダメなドライバー」と述べ、「他のドライバーがシューマッハのセッティングで走ると、みんなオーバーステアで乗れないと思う」と語っている。事実、ベネトン時代のシューマッハのチームメイトや、シューマッハがフェラーリに移籍した後入れ替わりでベネトンに加入したジャン・アレジとゲルハルト・ベルガーは「シューマッハスペシャル」のピーキーなマシンに苦しみ、思うような結果が出せなかった。ベネトン時代はシューマッハの走り方に合わせてマシン自体を改良していたが、シューマッハとチームメイトの成績の差が大きかったことから、フェラーリ時代はマシンはニュートラルな性格にし、セッティングでマシンを改良する方向へシフトしていくこととなる。メルセデス時代はアンダーステア傾向のマシンに苦しんだ。チームメイトであったエディ・アーバインは、シューマッハはセッティングはうまくなかったと主張しており、「ミハエルはエンジン開発をするのはうまくても、テストはあまりうまくなかった。彼が新しいフロントウィングを試してみて気にいらないと言ったのに、俺が同じウィングを使ったら、コンマ5秒も速くなったんだから」と語っている。
デビッド・クルサードは、「ミハエルは決してプレッシャーに強いタイプではない、彼は追い込まれると文句ばかり言う。人が文句を言う時は、何かに脅威を感じているからなんだ」と評している。
ベネトンでチームメイトだったネルソン・ピケは、「ミハエルがベストで、アイルトンより上」と評した上で「アイルトンはいつでも最速のチームに行きたがったがミハエルはトップではないチームに移籍する勇気があった」と述べている。

## 主なレース

### 特筆されるレース
以下、しばしば特筆されるレースを挙げる。シューマッハ自身はF1デビュー20周年（2011年）のインタビューにおいて2000年日本GPをベストレースに挙げ、その他のランキングには1994年ブラジルGP、1994年スペインGP、1995年ベルギーGP、1998年ハンガリーGP、2006年ブラジルGPを挙げている。
1991年全日本F3000選手権第6戦
シューマッハは国際F3000には参戦しなかったが、1991年の全日本F3000第6戦・菅生にチーム・ルマンの3台目としてスポット参戦している。イギリスで行われたラルトのテスト時に、ラルトの開発ドライバーのデビッド・ブラバムと共にシューマッハを走らせたところ、初めてのF3000マシンにもかかわらずシューマッハの方がブラバムより速かったため起用された。レイナードやローラに対してハンディのあるラルトに乗り、チームメイトのジョニー・ハーバートが予選21位に沈む中、予選で4位を獲得。決勝でも2位に入る活躍を見せた。
このレースでシューマッハから0秒4差の3位に入った中谷明彦は「後ろから見ていて、シューマッハは大した奴だと思った。ミスをしないんだよ。とてもF3000が初めてだとは思えないね」と語り、当時エディ・アーバインを擁して全日本F3000を戦っていたセルモの佐藤正幸は「優れたドライバーというのは、あらゆる点で優れている」とシューマッハの印象を語った。
当時の国際F3000以下の下級フォーミュラがバイアスタイヤを使用していたのに対し、全日本F3000はF1と同じラジアルタイヤを使っており、来日した外国人ドライバーは今までの経験と異なる感覚に、タイヤの使い方の習得に苦労を強いられていた。後にF1でともに仕事をすることになるブリヂストンの浜島裕英は、タイヤの特性を詳細に質問する彼の姿勢と、それを元に実際に短時間の練習走行でタイヤを使いこなしてしまったその才能に強い印象を受けたという。
シューマッハは全日本F3000への参戦理由について「フォーミュラでの経験が欲しかったからなんだ。特に日本を選んだ理由は、予選用タイヤの存在だ。そのフィーリングを自分の身体で覚えておきたかったからなんだ。将来への経験としてね」と語っており、実際にF1デビュー戦となった1991ベルギーGP終了後には「予選でのタイムアタックでは日本でのQタイヤの経験が役立った」と述べている。弟のラルフも1996年に日本でレースを行っていたとき、フォーミュラ・ニッポンでは同じチーム・ルマンに所属していた。
星野一義によるとシューマッハの走りを目の前で見て「（自分は）F1に行けなくて良かった」と思うほど驚嘆したという。また、星野によればシューマッハはチームメイトのジョニー・ハーバートのパーツの方が良さそうに見えると自分のものとチェンジするよう要請し、ハーバート側に断られると「自分はチームにNo.1ドライバーとして招聘されたから使う権利がある」と主張。ハーバートを怒らせてしまう。しかし星野はシューマッハの速く走るためなら同僚の心理にも情けを見せない姿勢にも感心したという。
1991年スポーツカー世界選手権第8戦オートポリス
この年のメルセデスのマシンC291は、マシンの信頼性が低く、ジャガー・XJR-14、プジョー・905に対してシーズンを通して、苦戦を強いられることになる。
そんな中迎えた最終戦オートポリスでは、予選からエンジントラブルとアンダーステアに見舞われ、このレースがデビュー戦となったトヨタ・TS010にも後れを取ってしまう。しかし、スタートでシューマッハがロケットスタートを決め、6番手から4番手に上がる。さらに、トップのヤニック・ダルマスのプジョーと、チャンピオン最有力のテオ・ファビのジャガーが激しい争いを展開し、そこにシューマッハも加わる展開となる。そして、2位のファビが第一コーナーでシフトミスをした隙をついて順位を一つ上げたその後、トップのダルマスのプジョーにトラブルが発生しストップ。これによりシューマッハがトップに立った。29周目にピットインし、チームメートのヴェンドリンガーに交代した。ヴェンドリンガーはトップをキープしたまま60周目にピットインし、再びシューマッハがドライバーとなり、安定した走りでメルセデス今季初優勝を飾った。
1992年第12戦ベルギーGP
F1デビューを果たした地での2回目のレース。濡れた路面が乾きつつある時点でコースアウトを喫し、チームメイトのマーティン・ブランドルに先行された。そこでブランドルのリアタイヤを観察し、レインタイヤにブリスターが発生している状況を見て取ると、すかさずピットインしてスリックタイヤへ履き替えた判断が功を喫し、自身初優勝を遂げた。
1993年第14戦ポルトガルGP
予選6位となったが、スタート前にポールポジションのデイモン・ヒルがマシントラブルで最後尾スタートとなり、一つ順位があがり5位スタートとなる。レースではウィリアムズのアラン・プロストと2台のマクラーレンをかわした、フェラーリのアレジがトップに立つが、セナのリタイアで4位に上がっていたシューマッハがピットストップで逆転し、2位のプロストを抑えきり、自身のF1キャリア2勝目を飾った。
1994年第5戦スペインGP
レース前半、ギアトラブルにより5速以外は使用不能となる。首位の座こそウィリアムズのヒルに讓ったものの、残り40周以上あったレースを5速ギアだけで走りきり2位に入賞した。通常は1速を使うピットストップからの再発進も5速でストールさせることなく行っており、ドライビングテクニック、集中力、体力とその実力をあらためて評価された。シューマッハは「Cカーでの経験が役立った。異なるラインを取って、スムーズに走ることを心がけた」と語り、ロス・ブラウンは冗談交じりに「彼に6つもギアが必要なのか考えてしまうよ」とコメントした。
1995年第14戦ヨーロッパGP
この年のチャンピオン争いの実質的な最終局面で、ウエットな路面で始まったレース。残り10周を切った時点でタイトルを争っていたヒルがリタイアしていたため、チャンピオン争いの帰趨はすでに見えていたが、地元レース（ニュルブルクリンク）において勝つことをあきらめず、残り3周というところで1ストップで勝負したジャン・アレジを最終コーナー手前のシケインでアウト側から抜き去り優勝をもぎ取った。
1996年第7戦スペインGP
豪雨の中でコースアウト続出、完走6台という荒れたレースとなった。シューマッハはスタートで6位と出遅れたが、他のマシンよりも4秒速いペースでトップに浮上し、最後には2位のアレジに45秒差をつけてフェラーリ移籍後の初優勝を遂げた。この年の両タイトルを獲ったウィリアムズのパトリック・ヘッドは、シーズン後に「我々のチームは今年全てのレースに勝てる車を用意したと自負している」と述べた上で「ただ、スペインGPのミハエルだけは止めようがなかったと思う」と語った。
1998年第13戦ハンガリーGP
シューマッハとロス・ブラウンのコンビネーションを象徴するレース。オーバーテイクが難しいハンガロリンクでマクラーレンの2台に前を塞がれた状況を打開するため、ピットストップ回数を予定の2回から3回に変更。2回目の給油時間を短くしてマクラーレン勢の前に出ると、燃料の軽い状態で自己ベストペースを維持し、「19周で25秒のマージンを稼ぐ」というミッションを遂行して3回目の給油後もトップを守り切り、逆転優勝した。
1999年第15戦マレーシアGP
第8戦イギリスGPで脚を骨折して以来7戦ぶり、3か月ぶりのレースであったが、予選でポールポジションを獲得。決勝では3周目にポイントリーダーでチームメイトのエディ・アーバインを先行させ、自身は2位に下がり、マクラーレンの3位クルサードと4位ハッキネンの前を走行。すでにタイトル争いから脱落していたクルサードには抜かれたが、アーバインと争っていたハッキネンに対して高速コーナーで突然アクセルを戻すことをしながら、ブロックし続けた。アーバインはそのまま逃げ切り優勝し、シューマッハは2位、ハッキネンは3位であった。この活躍により、最終戦を残してアーバインはドライバーズタイトルに、フェラーリはコンストラクターズタイトルにそれぞれ王手をかけることとなった。
2000年第14戦イタリアGP
フェラーリの母国グランプリでチームメートのバリチェロと予選1-2を飾ると、決勝では1周目の第1シケインと第2シケインでクラッシュが発生し、チームメートのバリチェロはこれに巻き込まれリタイア。その後セーフティカーランを終えて、再スタートを切ると、マシンバランスに苦しむハッキネンを引き離し、憧れのセナと並ぶ41勝目をフェラーリの母国イタリアで飾った。
レース後の記者会見では下述の通り、セナと勝利数が並んだことに珍しく涙を見せていた。
2000年第16戦日本GP
シーズンを通して続けられたハッキネンとの対決の最終戦。予選から僅差の争いとなり、決勝ではスタートでハッキネンに先行されたが、小雨が降り出した状況で2回目のピットインを遅らせて逆転優勝。フェラーリ移籍5年目で念願のチャンピオン獲得を果たした。シューマッハはのちに「ピット戦略も含めて、最初から最後までものすごい勝負だった。他のレースとは一線を画していた」と振り返った。
2003年第6戦オーストリアGP
ピットでの給油作業中、給油口付近のガソリンに引火。ピットクルーが慌てて消火剤をかけたが、シューマッハはコクピット内で動じることなく、バックミラーで消火作業を確認してから再発進して優勝した。インタビューでなぜ動揺しなかったのかと尋ねられると、「メカニックたちは普通に作業をしてくれた。コックピットから出ろという指示がないかぎり、私は走るべき立場だから」と答えた。
2004年第10戦フランスGP
ルノーのフェルナンド・アロンソとのトップ争いになったが、常に先手でピットストップを行い、当時常識的な作戦とされた3回を上回る4回のピットストップを行いながらも、レースペースで圧倒して優勝を飾った。上述の1998年ハンガリーGPと並ぶ、シューマッハとブラウンのコンビによる戦略的勝利と位置づけられるレースとなった。
2006年第4戦サンマリノGP
この年のF1は、マスダンパーを搭載したルノー・R26が開幕から3連勝を飾り速さを見せていた。しかし、フェラーリ第2の母国グランプリであるサンマリノで2006年シーズン2度目のポールポジションを獲得すると、レースでは怒涛の勢いで2位に上がってきたアロンソと何周にもわたって激しいデッドヒートを展開し、見事2006年シーズン初優勝を飾った。
2006年第18戦ブラジルGP
ルノーのアロンソに10ポイントのビハインドで迎えた最終戦。アロンソのチームメイトであるジャンカルロ・フィジケラと接触してパンクし最後尾に転落したが、最後まで諦めず4位まで挽回。マクラーレンのキミ・ライコネンとサイド・バイ・サイドのバトルを展開し、力の衰えという限界説を一蹴して1度目の引退レースを締めくくった。
2011年第12戦ベルギーGP
デビュー20周年を迎えたメモリアルレース。予選Q1でピットアウト後タイヤが脱落してしまいバリアに激突。最後尾の24位からスタートしたが、ピット戦略が上手くいったこともあり、19台抜きという驚異的な走りで5位フィニッシュした。数々のバトルがあったためシューマッハ自身も「追い抜きを心から楽しんだ」とコメントした。
2012年第8戦ヨーロッパGP
予選では苦戦を強いられ12番手に終わるが、決勝ではポールポジションのセバスチャン・ベッテルや、フロントローのルイス・ハミルトンをはじめとした上位勢にアクシデントやトラブルが多発したことでポジションを上げていく。さらに、レッドブルのマーク・ウェバーとともにピットストップを、1ストップから2ストップに変更したことが功を奏し、復帰後初の表彰台を獲得した。

### 物議を醸したレース

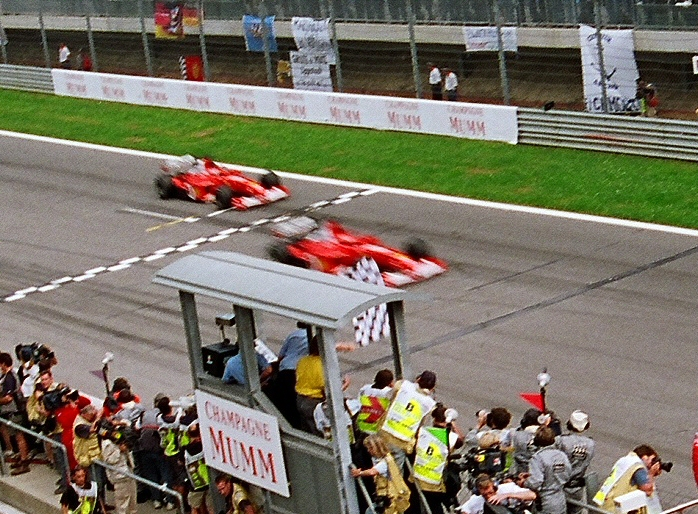
ルーベンス・バリチェロに順位を譲られて優勝するシューマッハ

1990年マカオGP
マカオGPの第1レグではハッキネンから約5秒遅れの2位。第2レグでも先行しながらハッキネンを引き離せず、総合タイムでハッキネンの優勝が濃厚かと思われた。しかし、ファイナルラップのメインストレートでオーバーテイクを仕掛けてきたハッキネンをブロックして接触。ハッキネンはクラッシュし、シューマッハはリヤウイングが脱落したものの、残り1周を走りきって総合優勝を手にした。
シューマッハはハッキネンのガレージに行き「すまなかった。君が後ろにいるなんて見えなかったんだ」と謝ったが、ヨーロッパに戻ってテレビ出演した際、接触のことを聞かれると「ミカのことは見えていたよ。だからブロックしたんだ。あの状況では、僕は勝つために当然のことをしたと思うよ」と答えた。
1994年第16戦オーストラリアGP
1点差のランキング1位で迎えた最終戦。タイトルを争っていたデイモン・ヒルとバトルを繰り広げたが、36周目にトップを走っていたシューマッハはコースアウトしコース脇のウォールに車体右側を当ててしまう。この機を逃すまいとしたヒルは次のコーナーでインを刺すが、シューマッハがアウト側から阻んだことで両者は衝突し、シューマッハのマシンはヒルに弾き出されタイヤバリアに突き刺さり、この時点でシューマッハはリタイアとなる。ヒルもスローダウンしながらピットまでは戻ったものの、左サスペンションロッドが曲がっておりリタイアを余儀なくされた。当時のビデオを見ると、最初に単独コースアウトした時点でシューマッハのマシンはダメージを受けており、ステアリング操作に問題を抱えていることが判る。そのままレースを継続することは不可能と考えられ、ヒルをブロックする正当な理由は見あたらない。またシューマッハのヘルメットの動きから視線を追うと、後方からオーバーテイクを試みるヒルのマシンの動作を認識していることが確認出来る。結果的にワールドチャンピオンの座はシューマッハのものとなったが、決定の仕方から物議を醸した。
1995年第11戦ベルギーGP
雨絡みの予選で16位に沈むが、レースでは他がレインタイヤに交換する中で唯一スリックタイヤを履き続けて首位に躍り出る。レインタイヤを履くデイモン・ヒルが追いつき抜きにかかるも、シューマッハは何度もラインを変えて2周にわたりヒルをブロックし続けた。その後ヒルに抜かれたが、コンディションの回復により再び首位に立ち、最終的にギャンブルを成功させたシューマッハが優勝、ヒルが2位となった。しかし、ヒルへ危険な行為を行ったとして4戦の執行猶予付き1レース出場停止処分を受ける。また、次戦から「後方のマシンをブロックする際の進路変更は一度のみ」という新たなレギュレーションが設けられた。
非難を浴びた一方で、全91勝の中で一番後方のスタートから追い上げ、雨が降っている中、2周に渡ってドライタイヤで抑えきったということで、FIAの処分も下手な演出だと笑い飛ばすジャーナリストたちもおり、イギリスの『F1 Racing』誌（2008年6月号）が掲載した「史上最高のドライバートップ100ランキング」では、キャリアハイライトと捉えている。また、シューマッハ自身は過去のベルギーGPの中でこの1995年が一番良い思い出と語っている。
1997年第17戦ヨーロッパGP
1994年と同様、1点差のランキング1位で迎えた最終戦。前回のこともあり、FIAの配慮により、レース前にタイトルを争うジャック・ヴィルヌーヴと、お互いにフェアなレースをする誓い合いが行なわれた。決勝では1位シューマッハ、2位ヴィルヌーブのまま、2度目のピットイン終了。シューマッハのペースが落ち、ヴィルヌーブが0.5秒以内に差を詰めてきた。48周目のドライサックヘアピンへの進入でヴィルヌーブがシューマッハのインをつき、切り込んだシューマッハの右前輪がヴィルヌーブの車体の左サイドポンツーンに接触。シューマッハは弾き出されグラベルに嵌り、後輪が空転して脱出できずにリタイアした。一方のヴィルヌーブは3位で完走し、タイトルを獲得した。
FIAは「シューマッハがヴィルヌーブに故意にぶつけ、リタイアへ追い込もうとした」と判断。シーズン終了後の11月11日、FIAに召喚されたシューマッハは、ドライバーズチャンピオンシップのランキング剥奪の裁定を受けた（獲得ポイントなどの剥奪はなし）。なお、この件に関する制裁の一環として、シューマッハはFIAからシーズンオフの交通安全キャンペーンでの奉仕活動も命じられている。
1998年第7戦カナダGP
ピットアウト直後にシューマッハは後方から接近したハインツ＝ハラルド・フレンツェンをブロックし、フレンツェンはグラベルに押し出される形でリタイヤとなる。これに激怒したウィリアムズのパトリック・ヘッドがフェラーリ陣営に猛抗議し、シューマッハは10秒のピットストップペナルティを課せられた。シューマッハは優勝記者会見で「ミラーを見ていなかった」と主張したが、この出来事により以後、ピットレーン出口に白線が敷かれ、この白線を踏むとドライブスルーペナルティが課せられるようになった。
1998年第13戦ベルギーGP
決勝当日の雨で波乱続きのレース、2回目のスタートでヒルに続く2位を暫く走行の後、8周目のバスストップシケインでヒルを交わして首位に浮上する。しかし25周目、リバージュを抜けた後のプーオンの手前にて周回遅れのデビッド・クルサードを抜こうとして追突する格好になり、フロントウィングと右フロントタイヤ周りを吹き飛ばし、そのまま豪雨のヘヴィウェットの下り坂を半周近く3輪状態でピットまでスピンせず戻りリタイア。ガレージでマシンを降りるや、鬼の形相でクルサードに詰め寄り、罵声を飛ばす。評議会にも訴えたが、クルサードに故意は認められないとして却下される。この背景には毛嫌いしているヒルに序盤先頭を走られた事で冷静さを失った、と複数のジャーナリストが推測している。
2002年第6戦オーストリアGP

首位を走るルーベンス・バリチェロに続く形でフェラーリの1-2体制で走行中、ファイナルラップのフィニッシュライン直前でバリチェロが順位を譲った。チームの判断によるものだったが、チームオーダーによる露骨な順位の変更に、観客から罵声を浴びせられた。これに配慮する形で、表彰台ではバリチェロに最上段を譲ったが、表彰式のルールに従わなかったとしてFIAから罰金を課せられた。FIAは2003年よりチームオーダー禁止規定を導入した（2010年まで）。
2008年11月25日、ブラジルのテレビ局「Rede Globo」の番組「Fantastico」に出演したバリチェロはこのレースに言及した。バリチェロによると、首位走行中に残り8周に差し掛かかった時点で、ピットから指示が入った。そして「後ろにミハエルがいる、チャンピオンシップにどれだけ重要なことか分かるな」と言われ、周回が進むにつれて言葉が強くなり、「もし従わない場合は、契約を考え直す」と言われたという。さらにバリチェロは、このことを「シューマッハが知っていた証拠がある」とも語った。
2006年第7戦モナコGP
前年度覇者、ルノーのアロンソとの新旧王者対決シリーズとして注目された。予選の最終局面で先にトップタイムを出したシューマッハは、「ドライビングのミス」によりラスカスコーナー出口でストップし、結果としてアロンソらのアタックを妨害する形となった。これによりポールポジションを獲得するも審議対象となり、故意と裁定された結果、予選タイム抹消のペナルティが課せられた（通称「ラスカスゲート」）。
2010年第12戦ハンガリーGP
レース終盤、ブレーキの不調からペースの上がらないシューマッハに対して、ウィリアムズのバリチェロが背後に迫り、ホームストレートでオーバーテイクを試みるが、シューマッハはイン側に出たバリチェロに対して幅寄せし、バリチェロは時速300km以上のスピードであわやコンクリートウォールに接触する寸前まで追い込まれた。これが危険なドライビングとみなされ、次戦での10グリッド降格ペナルティを受けた。
3度のワールドチャンピオン、ニキ・ラウダはこの行為に対し「あのような方法でライバルを危険にさらす必要性はまったくない。なぜ彼がこういうことをするのか理解できない」とコメントした。その他にも元チームメイトのアーバインや、ロータスのマイク・ガスコイン、デビッド・クルサード、アレクサンダー・ヴルツ、マルク・ジェネ、ジャッキー・スチュワート、ジョン・ワトソンなど各方面から批判の声が寄せられた。
各国のメディアもこの件を厳しく批判した。イギリスのデイリー・テレグラフ紙は、「シューマッハのF1における傲慢な行いは、もはや許容しがたい」として再度引退することを要求。イタリアのガゼッタ・デロ・スポルト紙は、「傲慢なシューマッハは後悔の念を示してこなかったが、今回も同じだった。彼が間違いを犯すことはないようだ。今回、最悪の結末にならなかったのは奇跡だ」とした。
このレースでスチュワード補佐を務めた元F1ドライバーのデレック・ワーウィックによると、レース中にシューマッハに黒旗を提示して失格にしたかったが、時間がなく間に合わなかったという。次戦での10グリッドペナルティについては妥当だとしながらも、2戦にわたって出場停止にすることも考えたという。また、レース後の事情聴取の際のシューマッハの対応も、非常に残念なもので落胆したとコメントしている。
ただし、この件に関して、小林可夢偉は「ストレートで並んだら、幅寄せされるのが当然」というように、バリチェロへの対応に対して他とは違った意見を述べた。
2011年第13戦イタリアGP
マクラーレン勢、特にルイス・ハミルトンとの激戦となったレース。ハミルトンをかわして3番手に浮上すると、20周近くに渡り、互いに何度もポジションを入れ替えあう激しいバトルを展開した（シューマッハ自身も「ルイスとの距離が近くて、僕のミラーが小さく見えるくらいだったよ」とコメントした）。厳しいディフェンスを続けたため、FIAからメルセデスチームへ警告が出され、ロス・ブラウンは「ハミルトンにもっとスペースを残すように」と無線連絡した。
レース後に、スチュワードのデレック・デイリーは問題のシーンを見逃していたと述べ、ビデオを見返した結果「シューマッハにはドライブスルーペナルティーを科すべきだった」と述べた。

## ライバルとの関係

### ミカ・ハッキネン
ハッキネンとは1984年にフランスのラヴァルで開催されたカート世界選手権で初対決している。ハッキネンはスタートが悪かったうえに燃料系のトラブルを抱え3番手で頑張っていたが、イタリア人のロベルト・コルチアゴに接触されてスピンしてしまい、シューマッハがこのレースで優勝した。このレースにはその後のCARTで走っていたポール・トレーシーも出場していた。
ハッキネンは「出会った最初から、ミハエルは強力なライバルだと思ってきた。才能、スピード、モチベーションといったチャンピオンに必要な要素を全て兼ね備えた男だ。侮ることのできないドライバーであり、マシンドライブの腕前もチームとのやりとりも、偉大なドライバーと呼ぶにふさわしいと思っているよ。彼の性格を好む人はことのほか好むけど、そうでない人はむしろ徹底的に嫌いになるみたいだね。彼とワールドチャンピオンシップを競うようになってからは、できることならこんな速い奴が相手でなければいいと思ったけど、そうなってしまった以上は仕方がない。ミハエルとはフェアプレーに終始したし、互いに尊敬の念を失うこともなかった。彼のドライビングは危険だと言われるけど、僕たちのバトルはいつも自制していてフェアだった。1998年の第10戦オーストリアGP、第15戦ルクセンブルクGPでは長い間、テール・トゥー・ノーズ、ホイール・トゥ・ホイールの状態だったけど、ミハエルは全く危険なことなどしなかった。確かに彼はたとえ1インチだって譲らない情け容赦ない奴だが、それがトップドライバーというものだろう。他のドライバーの仕事を楽にするために、高給をもらっているわけじゃない。だから、自分自身との闘いを別にすれば、どんなレースでもまずミハエルに打ち勝たなければ、勝利はあり得ないこともわかっている」と語っている。
一方で、シューマッハも「ミカのことはとても高く評価しているし、尊敬している。彼とのバトルはコース上でいつも限界ギリギリで戦っていた。他のドライバーとはレース後も争いが続いてしまうことがあったりしたけど、ミカとのバトルは違った。彼はとても優秀で、誠実で、卓越したドライバーだった」と評し、自身の引退会見でも「過去16年のF1シーズンを振り返って、もっともタフな競争相手やライバルは誰を思い浮かべるか」の問いに、「ミカとは最初から最後まで素晴らしいバトルをしてきた。常に高いレベルの争いで、非道な部分がなく、純粋にレースをしていた」と答えている。

### アイルトン・セナ
デビュー当時のシューマッハは権威に楯突く生意気な若者とみなされ、アイルトン・セナら大物ドライバー達との間に摩擦があった。1992年の第3戦ブラジルGPではペースの上がらないアイルトン・セナに前を塞がれ、レース後「アイルトンの行為はチャンピオンに値しない」と批判。第8戦フランスGPのオープニングラップではセナに追突して、レース中断中にセナから説教された。その後ホッケンハイムリンクで行われたテスト走行でも、進路妨害をしたとしてセナと乱闘寸前になった。それでも、互いに主張しあうことでふたりの関係は良好になっていったと『F1レーシング』は述べている。
1994年サンマリノGPでは、眼前でセナがコースアウトして事故死する場面に遭遇。至近距離からの目撃者として、FIAと警察の事情聴取を受けた。サンパウロで行われたセナの葬儀に参列しなかったことを批判されたが、それは何者かより「ブラジルに来たら殺す」という殺害予告を受けていたためであった。フジテレビのインタビューで「セナは僕の憧れだった」と語り、タイトル決定後の記者会見では「チャンピオンを何としても獲得して、アイルトンに捧げようと誓っていた」と語った。
2000年イタリアGPのレース後会見では「これで勝ち星（41勝）がセナと並びましたね。今日の勝利はあなたにとって大きな意味を持つものですか」と聞かれ、「そうだね。僕にとってはすごく大きいよ」と語った後、一呼吸おいてから「ごめん…」と言葉を発した後、突然号泣し始めて周囲を驚かせた。テレビ中継後の会見で再び同じ質問が出されると「そんなの言わなくたってわかるだろ。ここはイタリアだよ。そして僕はここ数戦ずっといい結果が残せていなかった。でも、今日やっと復活したんだ。この41勝には多くの人々の支えがあったんだ。だから、1998年に優勝したときよりもすごくうれしいんだ」と答えた。
また、セナとシューマッハは、特に偉大な足跡と印象を残したドライバーとして、後年での比較論争でもよくテーマにあがり、「史上においてのライバル」という印象も併せ持っている。しかしながら、キャリアハイが交差する時期での遭遇でもあったため、厳密な能力、技術の比較は難しいとされている。

### デイモン・ヒル
デイモン・ヒルに対しては自分と同レベルの才能を持っていると考えておらず、そのヒルが自分より優れたマシンをドライブすることが気に入らなかったと指摘する声もある。1995年の第8戦イギリスGPの接触では「ヒルは本来あそこにいるはずのないアマチュアだ」と言い、第11戦ベルギーGPではレース後の記者会見で公然とヒルを嘲り、第12戦イタリアGPの接触でもヒルのコクピットに歩み寄り、彼のドライビングに対する厳しい見解を告げたことで両者の嫌悪は一層深まった。シューマッハは「これら2件(イギリスGPとイタリアGP)とも前年の最終戦オーストラリアと同様に、わざとマシンをぶつけて遠慮しないヒルのドライビングの典型だ」と語った。一方のヒルは「公衆の面前でここまで侮辱されて、なぜ反駁しないのか」と尋ねられ「（反論することは）自分のスタイルではないからだ」とだけ答えた。『F1グランプリ特集』は2000年に、「シューマッハは実はこのヒルのスタイルこそが気に入らず、ヒルには才能もなければガッツもないというのが、シューマッハの下した最終結論だった」と主張している。

### ジャック・ヴィルヌーヴ
ジャック・ヴィルヌーヴについては侮ることができないライバルであることを認めており、「2000年のライバルは？」という質問に対し、「ミカ・ハッキネン、ハインツ・ハラルド・フレンツェン、ヴィルヌーヴ」の三人を挙げている。また、2001年のインタビューでは「ヴィルヌーブはいつも僕を攻撃するけど、僕はお返しをしようとは思わないよ。だから僕らが友達になることはあり得ない。全く別の人種なんだから。だけど、ドライバーとしての彼は素晴らしく速い。予選でもレースでもね」と語っている。

### フェルナンド・アロンソ
タイトル争いをする前にはフェルナンド・アロンソと一緒にサッカーを楽しむなど良好な関係を続け、ドライバーとしての速さも認めていた。しかし既述の通り、2006年のモナコGPの予選以降は、タイトル争いをしていることもあり、互いに批判し合うこともあった。スペインのラジオにおいて、シューマッハを「F1史上最もスポーツマン精神に欠けるチャンピオン」と酷評していた。それでもシューマッハが引退を発表した時にアロンソは「彼は、F1の歴史においては比類のない存在だった。きっと、彼の記録は誰にも破れないはずだ。彼とのレースは非常に楽しかったよ。僕は彼ほど長く現役を続けることはないと思う」とコメントした。またアロンソが2015年に、最も厳しいライバルは誰か？という質問をされた際には、シューマッハの名前を回答している。

### ニコ・ロズベルグ
ライバルという意味とは異なるが、シューマッハにとって最後のチームメイトとなったロズベルグからはいくつかのコメントが残っている。2010年からワークスチームとして参戦したメルセデスのドライバーとして起用された際、当時のチーム代表ロス・ブラウンから突然「ちなみに君のチームメイトはジェンソン・バトンでもニック・ハイドフェルドでもなく、ミハエル・シューマッハになるから」と電話で告げられたという。ロズベルグはそれまでの彼の経歴から、「ミハエルがチームを操ることでチーム全体が僕の敵になる、僕にはチャンスがない」と思ったといい、「そもそも、彼のペースについていけるかどうかも分からなかった。彼は歴史に残るドライバーだし、僕にチャンスがあるのか？それを聞いた時はクレイジーな瞬間だったよ」と語った。案の定、メルセデス加入前に表彰台を2度しか獲得していなかったロズベルグが、シューマッハのいるチームで一定の地位を築くのには時間がかかったようで、「ミハエルがチームにやってきた時、彼は“神”のようだった」「戦略に関するミーティングを行う時、チームは僕の戦略ですらミハエルと話し合っていた。僕がそこに座っているのにね。だから僕はそのミーティングを開いているストラテジストに相談して、それからは一緒に戦略を考えるようになった。これは僕にとって大きな影響を与えた。僕は前よりもずっと快適に感じられるようになった。最終的には僕の不屈の精神を見せつけ、僕の気持ちを伝えることで、注目してもらえるようになった」とコメントしている。
ロズベルグはまた、シューマッハが心理的な戦いを仕掛ける人間であったと語り、冗談交じりに「色んな例がある。例えばモナコのトイレでの出来事だ。ガレージにはトイレがひとつしかなかった。予選の5分前に僕は（シューマッハが入っている個室の）ドアを必死にノックした。パニックになっていたから『誰か分からないけど中にいる人は早く出てきてくれ！』と言いながらね。予選の前に用を足す必要があったんだ。彼はその中に入っていて、ただ時計を見たりしてくつろいでいた。そうすれば僕の心にストレスが溜まっていくと知っているからだ。そして彼は予選の1分前になって『おっとごめん、君が待っているとは思わなかったよ』と言う感じで出てきた。僕はその時点で完全なパニックに陥っていた」「彼はエンジニアリングルームを上半身裸で歩き回るのが好きだった。彼は自分の彫刻のようなシックスパックの腹筋を見せつけてみんなを驚かせたかったんだ」「そういう事は例を挙げるとキリがないよ」と語っている。

## 人物
- ドイツ語の発音原則に従えば「ミヒャエル・シューマッハー」が原音に近い表記となる。本人は名前をどう発音してほしいか尋ねられ「英語式にマイケルと呼んでほしい」と答えている。
- ジャン・アレジ、後藤久美子夫妻とは家族ぐるみで仲が良く、互いの家族と一緒にパリのデパートでショッピングをしているところをパパラッチされている。
- フェラーリ時代は特にチームとの関係を重視しておりクルー全員の名前はもちろん、彼らのパートナーの名前まで覚えていた。
- 同時代のあらゆるアスリートの中でも屈指の高給取りで、最盛期には年間8000万ドルの収入があると言われていた[115]。アメリカの経済誌「フォーブス」が発表するアスリート長者番付では毎年タイガー・ウッズと1位を争った。しかし、多くのF1レーサーの居住地である所得税ゼロのモナコではなく、政府と免税契約をした上で「静かな生活が送れる」スイスに住居を構え、移動に使う自家用ジェット機は弟ラルフ所有機の豪華さに対し、スピードに勝る機能優先の仕様であることでも知られている。生活は至って堅実であるとされ、実際に問題めいた話は一切聞かれない。また、服装にもそれほど頓着せず、イギリスのマスコミなどはしばしばシューマッハのファッションセンスを取り上げて茶化すことがある。
- サッカーの腕前は趣味の粋を超えプロフェッショナル級であり、38歳の頃に自宅付近のスイス3部のチームに所属していたこともある。また、FIFA公認のチャリティーマッチ「ジダンフレンズ vs ロナウドフレンズ」において、ジダンフレンズの一員としてピッチに立ったこともある。ブンデスリーガの1.FCケルンのファンでも知られ、尊敬する人物としてケルンのスター選手であるハラルト・シューマッハーと答えたことがある（ミハエル自身はハラルトの愛称である“トニ”を用いて尊敬する人物はトニ・シューマッハと答えた）。また、2009年にケルンがルーカス・ポドルスキを獲得する際、資金援助の意味でケルンの公式サイトの広告スペースの枠を購入して個人広告を掲出した。
- UEFA EURO 2008がスイスで開催された際には（オーストリアとの共催）、ロジャー・フェデラーやペーター・ザウバー、シモーネ・ニグリ＝ルーダー、ステファヌ・シャピュイサらとともに親善大使に選ばれた。
- 2007年12月には、家族を連れて子犬を受け取るためにドイツ・コーブルク郊外の村へ向かった際、帰りの飛行機の時間が迫っていた関係から、乗っていたタクシー運転手に頼み込み、自らタクシーのハンドルを握って猛スピードで空港へ向かった。ただこのことが世界的に大きく報道されると「ドイツ国内の交通法規に違反しているのではないか」と問題となり、シューマッハが警察の捜査対象となる事態に発展した[116]。
- 2007年にはバレンシアサーキットで、ロードレース世界選手権（MotoGP）用のマシンであるドゥカティ・デスモセディチをテストし、同年にダニ・ペドロサが記録したポールポジションタイムの5秒落ちの好タイムを刻んだ。2008年にはドゥカティのテストライダーが負傷したため、急遽代わりに走りレギュラーライダーの0.8秒落ちのタイムを記録した。引退後は2輪レースへ散発的に参戦もしているが、本格的に転向する意志はないとしている。
- F1界でその名声を確立した1990年代後半頃からは、チャリティに熱心に取り組むようになり、先にも述べたチャリティ・サッカーにも積極的に参加しているほか、ユネスコに毎年200万ドル程度の寄付を行うなどしている。2004年のスマトラ島沖地震に際して1000万ドルもの寄付をした時は、普段F1を取り上げることも稀な日本のマスメディアにおいても話題となった。この地震ではシューマッハのボディガードを務めていた男性とその息子が、タイでこの地震による津波に巻き込まれて亡くなっていた。
- ビル・クリントン元合衆国大統領が運営する人道支援基金寄付者リストの上位に、名を連ねている。これまでに寄付した金額は500万-1,000万ドルであると推測されている。寄付金は、エイズ対策や温暖化対策などに利用されている[117]。
- 以前より、BBCの人気自動車番組『トップ・ギア』に登場する覆面ドライバー、ザ・スティグ（2代目）の正体ではないかと噂されていた。2009年6月に第13シリーズのエピソード1にはその噂に答える形で同番組にシューマッハがスティグの格好で登場し話題を呼んだが、司会のジェレミー・クラークソンも「私はスティグがシューマッハではないと思う」と発言し、エンディングのスタッフロールでも他のゲスト同様「スペシャルゲスト」としてスティグとは別にクレジットされた。[118][119]。なお、同エピソードではスティグに代わり、フェラーリ・FXXのパワーラップでドライバーを務めており、最速記録1:10.7を出した。ただし、FXXはスリックタイヤを使用しておりイギリスの公道を合法的に走行できないという理由により、次エピソードでこの記録は除外されている。
- 2007年のピクサー製作のアニメーション映画『カーズ』で、擬人化されたフェラーリ・F430の声優としてカメオ出演している。
- 2004年前半、シューマッハは元WRC世界チャンピオンのペター・ソルベルグとスウェーデンで会い、彼とパートナーを組んでこの年のスウェーデンラリーに出場した。雪の森の道だったために26キロ地点でリタイアと言う結果に終わった。
- ドイツ語圏でのニックネームは、ミハエルのが「シューミー」、弟のラルフが「シューミー2（ツヴァイ）」、義理の弟のセバスチャンが「シューミー3（ドライ）」である。
- 2010年の復帰時、最初のエントリーリストでのカーナンバーはニコ・ロズベルグが3、自身が4だった。これを直接交渉し、入れ替えてもらったという話がある。理由は「チャンピオンは常に奇数のナンバーだから」ということだった。以後3年間、シューマッハは若いナンバーをもらっていたが、ロズベルグはQ3未出走の時にカーナンバーによって順位が決められる事もあり、ロズベルグの方が後ろのグリッドになってしまうため、あまり良い思いはしていなかったと語っている。ちなみに、ジョーダンでのデビュー戦以外、全てのレースを奇数のカーナンバーで戦っている。また、ジョーダン時代を含めた全レースで若いカーナンバーを付けている。似たエピソードを持つドライバーとしてジャン・アレジやクリスチャン・アルバースがいるが、アレジが付けた27はフェラーリのエースナンバー、アルバースは若いナンバーを譲っているためシューマッハのケースとは少し異なる。

## 家族

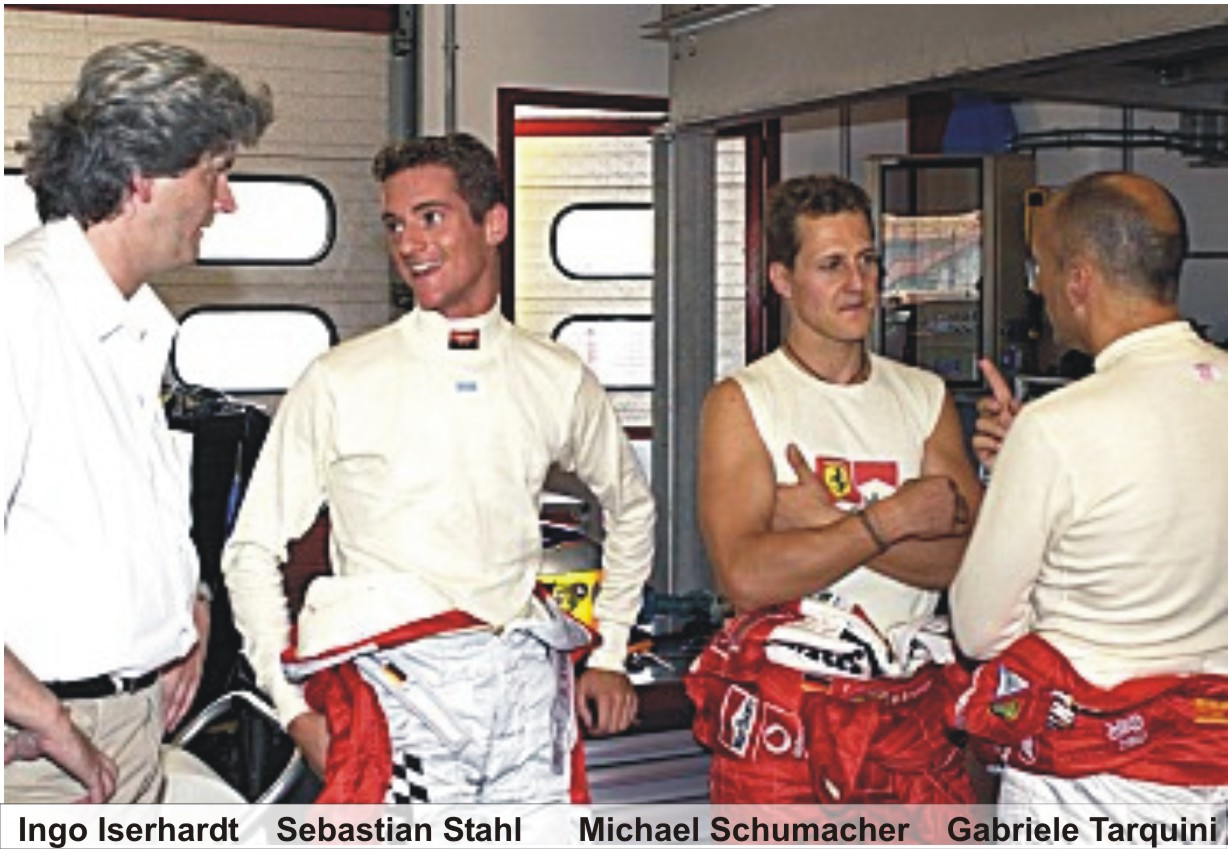
異母弟であるセバスチャン・シュタール（左2人目）とシューマッハ（2003年）

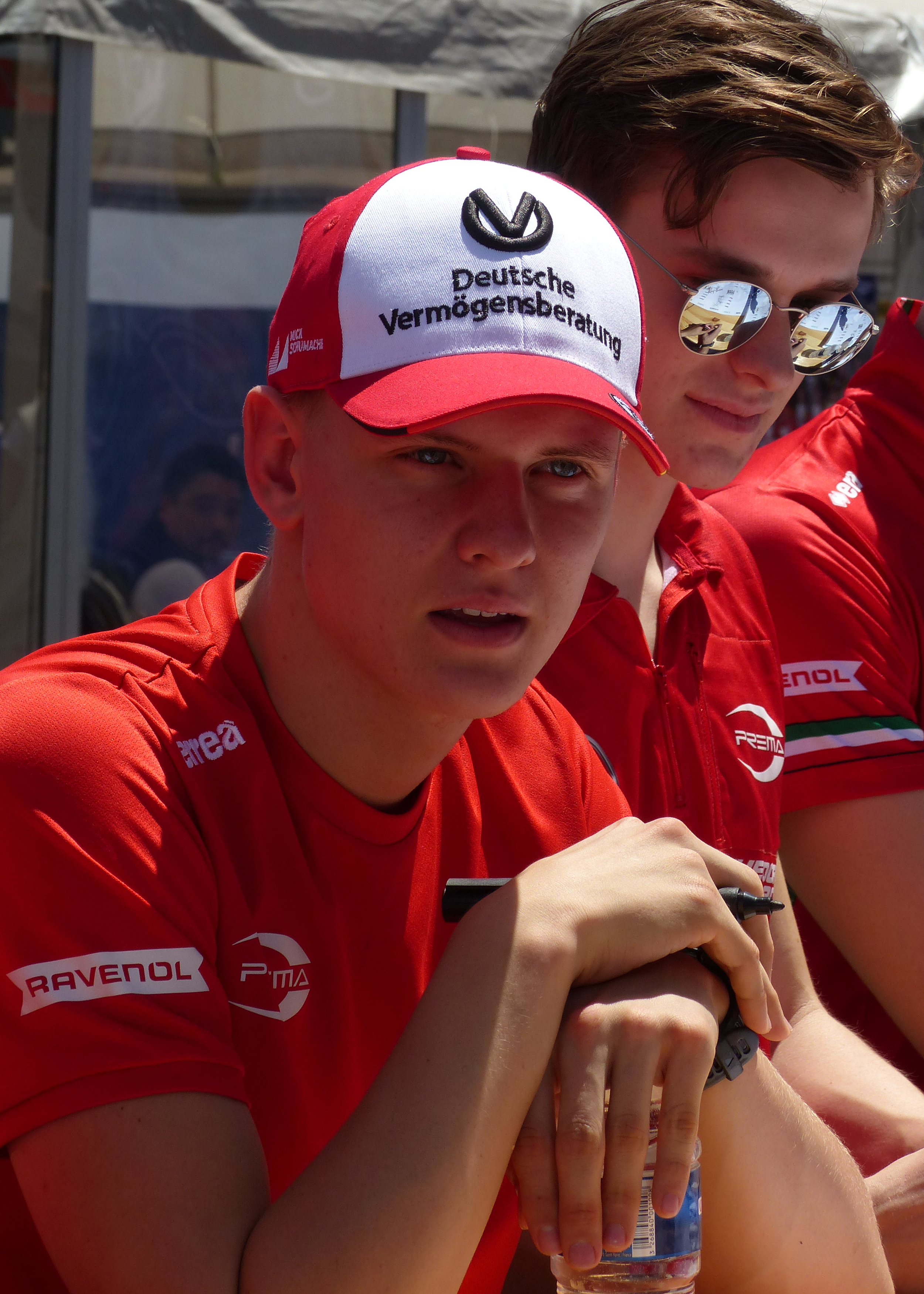
長男のミック・シューマッハ（2017年）

父ロルフと母エリザベートの間に生まれた長男で、元F1ドライバーのラルフ・シューマッハは実弟。両親は離婚しているが、ロルフが再婚後にもうけた異母弟セバスチャン・シュタールもレーサーとなっている。
2003年サンマリノGP決勝の数時間前に母エリザベートが死去し、ミハエルは腕に喪章を巻き、ラルフは黒いヘルメットでレースに臨んだ。このレースでは前日の予選でミハエル・ラルフがフロントローを独占し、決勝でもスタートでラルフが先行。レース中盤まで兄弟でトップ争いを演じた。最終的にミハエルは優勝、ラルフは4位入賞を果たした。
妻はコリーナ・シューマッハ（旧姓ベッシュ）。コリーナはメルセデス・ジュニア・チームのミハエルの同僚だったハインツ＝ハラルド・フレンツェンの恋人だったが、フレンツェンとの関係が破局し、ミハエルに慰められるうちに交際するようになった。1995年、ふたりの結婚式がドイツ中部のペーターズベルクで4日間に渡って行われ、結婚式最終日の8月1日にミハエルの地元ケルペンで入籍した。ペーターズベルクは中世の城を活かしたリゾート地で、小高い山の上の古城ホテルやレストランなどがある。ドイツきっての2人のF1レーサーを巻き込んだ恋の鞘当ては、当時のマスコミの格好のネタであったため、ペーターズベルクの山頂への道を一切シャットアウトして結婚式が行われた。
その後、1997年に長女ジーナ＝マリア、1999年に長男ミックの2子を儲けている。ミックは2008年にカートレースデビューし、2015年よりフォーミュラレースに参戦。2018年にヨーロッパF3チャンピオン、2020年にFIA F2チャンピオンに輝いている。フェラーリ・ドライバー・アカデミーに所属し、2021年にハースF1チームからF1デビューした。2年間参戦したあと、2023年はシートを失い、メルセデスのリザーブドライバーに就任した。
シューマッハ一家はドイツではなく、プライバシー保護（および税金優遇措置）のためF1ドライバーに人気のあるスイスに居住している。2007年にはジュネーブ湖湖畔に居住面積700平方メートルの新居が完成した。1996年から2006年まではウィンタースポーツを楽しむため、ノルウェーに別荘を持っていた。静かな生活を希望するシューマッハ家族のために、この別荘の持ち主の名前は長らく隠されており、ノルウェーの地元住民にもあまり知られていなかった。F1を引退した後、このノルウェーの別荘は売られ、その代わりにフランスのリゾート地クールシュヴェルに別荘を購入している。

## 主な記録

### 通算記録
- ドライバーズチャンピオン獲得7回(歴代1位タイ)　2003年にファン・マヌエル・ファンジオの通算5回を更新。
- 通算優勝91回(歴代2位) 2001年第14戦ベルギーGPでアラン・プロストの通算51勝を更新。
- 通算FL獲得77回(歴代1位) 2001年開幕戦オーストラリアGPでプロストの通算41回を更新。
- 通算ポールポジション獲得68回(歴代2位)2006年第4戦サンマリノGPでセナの65回を更新。
- 通算ポールトゥウィン獲得40回(歴代2位) 2004年開幕戦オーストラリアGPでセナの通算29回を更新。
- 通算ハットトリック獲得22回(歴代1位) 2002年第17戦日本GPでジム・クラークの通算11回を更新。
- 通算表彰台獲得155回(歴代2位) 2002年第10戦イギリスGPでプロストの通算106回を更新。
- 通算入賞221回(歴代2位) 2002年第15戦イタリアGPでプロストの通算128回を更新。
- 通算決勝完走241回(歴代4位) 2003年第10戦フランスGPでプロストの通算143回を更新。
- 通算決勝周回16,824周(歴代1位) 2012年第17戦インドGPでバリチェロの通算16,630周を更新。

### 年間記録
- 年間優勝13回(歴代1位タイ)　2004年に記録。2002年に自身が記録した11回を更新。
- 年間FL10回(歴代1位タイ、当時単独1位) 2004年に記録。2000年にミカ・ハッキネンが記録した9回を更新。[注 8]
- 年間ポールトゥウィン獲得8回(歴代2位) 2004年に記録。
- 年間ハットトリック獲得5回(歴代1位タイ) 2004年に記録。1952年のアルベルト・アスカリの記録に並ぶ。
- 年間表彰台獲得17回(歴代1位タイ、当時単独1位) 2002年に記録。全戦表彰台。1988年のプロストと2001年に自身が記録した14回を更新。
- 年間決勝完走回数17回(歴代6位タイ、当時単独1位) 2002年、2010年に記録。2001年のジャン・アレジの16回を更新。
- 年間全レース完走(史上6人目) 2002年に記録。1964年のリッチー・ギンサー以来38年ぶりに達成。

### 連続記録
- ドライバーズチャンピオン連続獲得5回(歴代1位) 2004年にファンジオの連続4回を更新。
- 連続優勝7回(歴代2位タイ) 2004年第7戦ヨーロッパGP〜2004年第13戦ハンガリーGPにかけて記録。アスカリの記録に並ぶ。[注 9]
- 連続PP獲得7回(歴代2位タイ) 2000年第14戦イタリアGP - 2001年第3戦ブラジルGPにかけて記録。
- 連続ポールトゥウィン獲得6回(歴代1位) 2000年第14戦イタリアGP - 2001年第2戦マレーシアGPにかけて記録。ナイジェル・マンセルの5回を更新。
- 連続表彰台19回(歴代1位) 2001年第16戦アメリカGP - 2002年第17戦日本GPにかけて記録。自身と、ニキ・ラウダ、ネルソン・ピケ、クラークの9回を更新。
- 連続入賞24回(歴代4位・当時1位) 2001年第13戦ハンガリーGP - 2003年第2戦マレーシアGPにかけて連続完走と同時に記録。カルロス・ロイテマンの15回を更新。
- 連続完走24回(歴代14位・当時1位) 2001年第13戦ハンガリーGP - 2003年第2戦マレーシアGPにかけて記録。ラウダ、セナ、アレジの17回を更新。
- 開幕連続優勝5回(歴代1位タイ) 2004年に記録。1992年のマンセルの記録に並ぶ。

### 更新されたまたは並ばれた記録
本項ではシューマッハが樹立した記録を最初に更新または並んだドライバーのみ達成順に記載する。
- 年間FL獲得：2005年と2008年にキミ・ライコネンがタイ記録。
- 年間決勝完走数：2005年日本GPにてティアゴ・モンテイロが更新。
- 連続完走：2008年シンガポールGPにてニック・ハイドフェルドが更新。
- 年間表彰台獲得：2011年ブラジルGPにてセバスチャン・ベッテルがタイ記録。
- 連続入賞：2013年イギリスGPにてキミ・ライコネンが更新。
- 通算獲得ポイント：2013年日本GPにてフェルナンド・アロンソが更新。
- 連続優勝：2013年アメリカGPにてセバスチャン・ベッテルが更新。
- 通算完走回数：2016年日本GPにてジェンソン・バトンが更新。
- 通算PP獲得回数：2017年イタリアGPにてルイス・ハミルトンが更新。
- 通算フロントロー獲得回数：2017年アメリカGPにてルイス・ハミルトンが更新。
- 通算ポールトゥーウィン獲得：2018年スペインGPにてルイス・ハミルトンが更新。
- 通算表彰台回数：2020年スペインGPにてルイス・ハミルトンが更新。
- 通算入賞回数：2020年トスカーナGPにてルイス・ハミルトンが更新。
- 通算優勝回数：2020年ポルトガルGPにてルイス・ハミルトンが更新。
- ドライバーズチャンピオン獲得回数：2020年トルコGPにてルイス・ハミルトンがタイ記録。
- 最初と最後の表彰台までの最長ギャップ記録：2023年オランダグランプリにてフェルナンド・アロンソが更新。

## レース戦績

### F1
| 年     | 所属チーム            | カーナンバー | 獲得ポイント | ランキング       | 決勝最高位・回数 | 表彰台回数   | 予選最高位・回数 |
| ------ | --------------------- | ------------ | ------------ | ---------------- | ---------------- | ------------ | ---------------- |
| 1991年 | ジョーダン / ベネトン | 32/19        | 4            | 12位             | 5位・1回         | 0回          | 5位・1回         |
| 1992年 | ベネトン              | 19           | 53           | 3位              | 1位・1回         | 8回          | 2位・1回         |
| 1993年 | ベネトン              | 5            | 52           | 4位              | 1位・1回         | 9回          | 2位・1回         |
| 1994年 | ベネトン              | 5            | 92           | 1位              | 1位・8回         | 10回         | 1位・6回         |
| 1995年 | ベネトン              | 1            | 102          | 1位              | 1位・9回         | 11回         | 1位・4回         |
| 1996年 | フェラーリ            | 1            | 59           | 3位              | 1位・3回         | 8回          | 1位・3回         |
| 1997年 | フェラーリ            | 5            | 78           | 2位（後に剥奪）* | 1位・5回         | 8回          | 1位・3回         |
| 1998年 | フェラーリ            | 3            | 86           | 2位              | 1位・6回         | 11回         | 1位・3回         |
| 1999年 | フェラーリ            | 3            | 44           | 5位              | 1位・2回         | 6回          | 1位・3回         |
| 2000年 | フェラーリ            | 3            | 108          | 1位              | 1位・9回         | 12回         | 1位・9回         |
| 2001年 | フェラーリ            | 1            | 123          | 1位              | 1位・9回         | 14回         | 1位・11回        |
| 2002年 | フェラーリ            | 1            | 144          | 1位              | 1位・11回        | 17回（全戦） | 1位・7回         |
| 2003年 | フェラーリ            | 1            | 93           | 1位              | 1位・6回         | 8回          | 1位・5回         |
| 2004年 | フェラーリ            | 1            | 148          | 1位              | 1位・13回        | 15回         | 1位・8回         |
| 2005年 | フェラーリ            | 1            | 62           | 3位              | 1位・1回         | 5回          | 1位・1回         |
| 2006年 | フェラーリ            | 5            | 121          | 2位              | 1位・7回         | 12回         | 1位・4回         |
| 2010年 | メルセデス            | 3            | 72           | 9位              | 4位・3回         | 0回          | 5位・1回         |
| 2011年 | メルセデス            | 7            | 76           | 8位              | 4位・1回         | 0回          | 5位・1回         |
| 2012年 | メルセデス            | 7            | 49           | 13位             | 3位・1回         | 1回          | 1位・1回*        |

- 1997年については、ポイントテーブル上は2位に相当するが、最終戦でのジャック・ヴィルヌーヴとの接触行為についてのペナルティとしてランキングから除外された（ただし、各レースでの成績は有効とされた）。
- 2012年第6戦モナコGPは予選でポールポジションを獲得したものの、第5戦スペインGPでのペナルティにより決勝グリッドは6番手に降格。

| 年     | 所属チーム   | シャーシ | 1       | 2      | 3       | 4       | 5       | 6       | 7       | 8       | 9       | 10      | 11      | 12      | 13      | 14      | 15      | 16      | 17      | 18     | 19      | 20    | WDC  | ポイント |
| ------ | ------------ | -------- | ------- | ------ | ------- | ------- | ------- | ------- | ------- | ------- | ------- | ------- | ------- | ------- | ------- | ------- | ------- | ------- | ------- | ------ | ------- | ----- | ---- | -------- |
| 1991年 | ジョーダン   | 191      | USA     | BRA    | SMR     | MON     | CAN     | MEX     | FRA     | GBR     | GER     | HUN     | BEL Ret |         |         |         |         |         |         |        |         |       | 14位 | 4        |
| 1991年 | ベネトン     | B191     |         |        |         |         |         |         |         |         |         |         |         | ITA 5   | POR 6   | ESP 6   | JPN Ret | AUS Ret |         |        |         |       | 14位 | 4        |
| 1992年 | ベネトン     | B191B    | RSA 4   | MEX 3  | BRA 3   |         |         |         |         |         |         |         |         |         |         |         |         |         |         |        |         |       | 3位  | 53       |
| 1992年 | ベネトン     | B192     |         |        |         | ESP 2   | SMR Ret | MON 4   | CAN 2   | FRA Ret | GBR 4   | GER 3   | HUN Ret | BEL 1   | ITA 3   | POR 7   | JPN Ret | AUS 2   |         |        |         |       | 3位  | 53       |
| 1993年 | ベネトン     | B193     | RSA Ret | BRA 3  |         |         |         |         |         |         |         |         |         |         |         |         |         |         |         |        |         |       | 4位  | 52       |
| 1993年 | ベネトン     | B193B    |         |        | EUR Ret | SMR 2   | ESP 3   | MON Ret | CAN 2   | FRA 3   | GBR 2   | GER 2   | HUN Ret | BEL 2   | ITA Ret | POR 1   | JPN Ret | AUS Ret |         |        |         |       | 4位  | 52       |
| 1994年 | ベネトン     | B194     | BRA 1   | PAC 1  | SMR 1   | MON 1   | ESP 2   | CAN 1   | FRA 1   | GBR DSQ | GER Ret | HUN 1   | BEL DSQ | ITA EX  | POR EX  | EUR 1   | JPN 2   | AUS Ret |         |        |         |       | 1位  | 92       |
| 1995年 | ベネトン     | B195     | BRA 1   | ARG 3  | SMR Ret | ESP 1   | MON 1   | CAN 5   | FRA 1   | GBR Ret | GER 1   | HUN Ret | BEL 1   | ITA Ret | POR 2   | EUR 1   | PAC 1   | JPN 1   | AUS Ret |        |         |       | 1位  | 102      |
| 1996年 | フェラーリ   | F310     | AUS Ret | BRA 3  | ARG Ret | EUR 2   | SMR 2   | MON Ret | ESP 1   | CAN Ret | FRA DNS | GBR Ret | GER 4   | HUN 9   | BEL 1   | ITA 1   | POR 3   | JPN 2   |         |        |         |       | 3位  | 59       |
| 1997年 | フェラーリ   | F310B    | AUS 2   | BRA 5  | ARG Ret | SMR 2   | MON 1   | ESP 4   | CAN 1   | FRA 1   | GBR Ret | GER 2   | HUN 4   | BEL 1   | ITA 6   | AUT 6   | LUX Ret | JPN 1   | EUR Ret |        |         |       | DSQ  | 78       |
| 1998年 | フェラーリ   | F300     | AUS Ret | BRA 3  | ARG 1   | SMR 2   | ESP 3   | MON 10  | CAN 1   | FRA 1   | GBR 1   | AUT 3   | GER 5   | HUN 1   | BEL Ret | ITA 1   | LUX 2   | JPN Ret |         |        |         |       | 2位  | 86       |
| 1999年 | フェラーリ   | F399     | AUS 8   | BRA 2  | SMR 1   | MON 1   | ESP 3   | CAN Ret | FRA 5   | GBR Ret | AUT     | GER     | HUN     | BEL     | ITA     | EUR     | MAL 2   | JPN 2   |         |        |         |       | 5位  | 44       |
| 2000年 | フェラーリ   | F1-2000  | AUS 1   | BRA 1  | SMR 1   | GBR 3   | ESP 5   | EUR 1   | MON Ret | CAN 1   | FRA Ret | AUT Ret | GER Ret | HUN 2   | BEL 2   | ITA 1   | USA 1   | JPN 1   | MAL 1   |        |         |       | 1位  | 108      |
| 2001年 | フェラーリ   | F2001    | AUS 1   | MAL 1  | BRA 2   | SMR Ret | ESP 1   | AUT 2   | MON 1   | CAN 2   | EUR 1   | FRA 1   | GBR 2   | GER Ret | HUN 1   | BEL 1   | ITA 4   | USA 2   | JPN 1   |        |         |       | 1位  | 123      |
| 2002年 | フェラーリ   | F2001B   | AUS 1   | MAL 3  |         |         |         |         |         |         |         |         |         |         |         |         |         |         |         |        |         |       | 1位  | 144      |
| 2002年 | フェラーリ   | F2002    |         |        | BRA 1   | SMR 1   | ESP 1   | AUT 1   | MON 2   | CAN 1   | EUR 2   | GBR 1   | FRA 1   | GER 1   | HUN 2   | BEL 1   | ITA 2   | USA 2   | JPN 1   |        |         |       | 1位  | 144      |
| 2003年 | フェラーリ   | F2002B   | AUS 4   | MAL 6  | BRA Ret | SMR 1   |         |         |         |         |         |         |         |         |         |         |         |         |         |        |         |       | 1位  | 93       |
| 2003年 | フェラーリ   | F2003-GA |         |        |         |         | ESP 1   | AUT 1   | MON 3   | CAN 1   | EUR 5   | FRA 3   | GBR 4   | GER 7   | HUN 8   | ITA 1   | USA 1   | JPN 8   |         |        |         |       | 1位  | 93       |
| 2004年 | フェラーリ   | F2004    | AUS 1   | MAL 1  | BHR 1   | SMR 1   | ESP 1   | MON Ret | EUR 1   | CAN 1   | USA 1   | FRA 1   | GBR 1   | GER 1   | HUN 1   | BEL 2   | ITA 2   | CHN 12  | JPN 1   | BRA 7  |         |       | 1位  | 148      |
| 2005年 | フェラーリ   | F2004M   | AUS Ret | MAL 7  |         |         |         |         |         |         |         |         |         |         |         |         |         |         |         |        |         |       | 3位  | 62       |
| 2005年 | フェラーリ   | F2005    |         |        | BHR Ret | SMR 2   | ESP Ret | MON 7   | EUR 5   | CAN 2   | USA 1   | FRA 3   | GBR 6   | GER 5   | HUN 2   | TUR Ret | ITA 10  | BEL Ret | BRA 4   | JPN 7  | CHN Ret |       | 3位  | 62       |
| 2006年 | フェラーリ   | 248F1    | BHR 2   | MAL 6  | AUS Ret | SMR 1   | EUR 1   | ESP 2   | MON 5   | GBR 2   | CAN 2   | USA 1   | FRA 1   | GER 1   | HUN 8   | TUR 3   | ITA 1   | CHN 1   | JPN Ret | BRA 4  |         |       | 2位  | 121      |
| 2010年 | メルセデスGP | MGP W01  | BHR 6   | AUS 10 | MAL Ret | CHN 10  | ESP 4   | MON 12  | TUR 4   | CAN 11  | EUR 16  | GBR 10  | GER 9   | HUN 11  | BEL 7   | ITA 9   | SIN 13  | JPN 6   | KOR 4   | BRA 7  | ABU Ret |       | 9位  | 72       |
| 2011年 | メルセデスGP | MGP W02  | AUS Ret | MAL 11 | CHN 8   | TUR 12  | ESP 6   | MON Ret | CAN 4   | EUR 17  | GBR 9   | GER 8   | HUN Ret | BEL 5   | ITA 5   | SIN Ret | JPN 6   | KOR Ret | IND 5   | ABU 7  | BRA 15  |       | 8位  | 76       |
| 2012年 | メルセデスGP | F1 W03   | AUS Ret | MAL 10 | CHN Ret | BHR 10  | ESP Ret | MON Ret | CAN Ret | EUR 3   | GBR 7   | GER 7   | HUN Ret | BEL 7   | ITA 6   | SIN Ret | JPN 11  | KOR 13  | IND 22  | ABU 11 | USA 16  | BRA 7 | 13位 | 49       |

- 太字はポールポジション、斜字はファステストラップ。(key)

#### グランプリ別・年別の優勝回数
下記の表中の数字は、その時点での通算勝利数を示す。（例：1995年ベルギーGPでは通算16勝目）
| 年               | 1991 | 1992 | 1993 | 1994 | 1995 | 1996 | 1997 | 1998 | 1999 | 2000 | 2001 | 2002 | 2003 | 2004 | 2005 | 2006 | 2010 | 2011 | 2012 | 計   |
| ---------------- | ---- | ---- | ---- | ---- | ---- | ---- | ---- | ---- | ---- | ---- | ---- | ---- | ---- | ---- | ---- | ---- | ---- | ---- | ---- | ---- |
| ベルギーGP       |      | 1    |      |      | 16   | 21   | 26   |      |      |      | 52   | 63   |      |      |      |      |      |      |      | 6勝  |
| ポルトガルGP     |      |      | 2    |      |      |      |      |      |      |      |      |      |      |      |      |      |      |      |      | 1勝  |
| ブラジルGP       |      |      |      | 3    | 11   |      |      |      |      | 37   |      | 55   |      |      |      |      |      |      |      | 4勝  |
| パシフィックGP   |      |      |      | 4    | 18   |      |      |      |      |      |      |      |      |      |      |      |      |      |      | 2勝  |
| サンマリノGP     |      |      |      | 5    |      |      |      |      | 34   | 38   |      | 56   | 65   | 74   |      | 85   |      |      |      | 7勝  |
| モナコGP         |      |      |      | 6    | 13   |      | 23   |      | 35   |      | 48   |      |      |      |      |      |      |      |      | 5勝  |
| カナダGP         |      |      |      | 7    |      |      | 24   | 29   |      | 40   |      | 59   | 68   | 77   |      |      |      |      |      | 7勝  |
| フランスGP       |      |      |      | 8    | 14   |      | 25   | 30   |      |      | 50   | 61   |      | 79   |      | 88   |      |      |      | 8勝  |
| ハンガリーGP     |      |      |      | 9    |      |      |      | 32   |      |      | 51   |      |      | 82   |      |      |      |      |      | 4勝  |
| ヨーロッパGP     |      |      |      | 10   | 17   |      |      |      |      | 39   | 49   |      |      | 76   |      | 86   |      |      |      | 6勝  |
| スペインGP       |      |      |      |      | 12   | 20   |      |      |      |      | 47   | 57   | 66   | 75   |      |      |      |      |      | 6勝  |
| ドイツGP         |      |      |      |      | 15   |      |      |      |      |      |      | 62   |      | 81   |      | 89   |      |      |      | 4勝  |
| 日本GP           |      |      |      |      | 19   |      | 27   |      |      | 43   | 53   | 64   |      | 83   |      |      |      |      |      | 6勝  |
| イタリアGP       |      |      |      |      |      | 22   |      | 33   |      | 41   |      |      | 69   |      |      | 90   |      |      |      | 5勝  |
| アルゼンチンGP   |      |      |      |      |      |      |      | 28   |      |      |      |      |      |      |      |      |      |      |      | 1勝  |
| イギリスGP       |      |      |      |      |      |      |      | 31   |      |      |      | 60   |      | 80   |      |      |      |      |      | 3勝  |
| オーストラリアGP |      |      |      |      |      |      |      |      |      | 36   | 45   | 54   |      | 71   |      |      |      |      |      | 4勝  |
| アメリカGP       |      |      |      |      |      |      |      |      |      | 42   |      |      | 70   | 78   | 84   | 87   |      |      |      | 5勝  |
| マレーシアGP     |      |      |      |      |      |      |      |      |      | 44   | 46   |      |      | 72   |      |      |      |      |      | 3勝  |
| オーストリアGP   |      |      |      |      |      |      |      |      |      |      |      | 58   | 67   |      |      |      |      |      |      | 2勝  |
| バーレーンGP     |      |      |      |      |      |      |      |      |      |      |      |      |      | 73   |      |      |      |      |      | 1勝  |
| 中国GP           |      |      |      |      |      |      |      |      |      |      |      |      |      |      |      | 91   |      |      |      | 1勝  |
| 合計             | 0勝  | 1勝  | 1勝  | 8勝  | 9勝  | 3勝  | 5勝  | 6勝  | 2勝  | 9勝  | 9勝  | 11勝 | 6勝  | 13勝 | 1勝  | 7勝  | 0勝  | 0勝  | 0勝  | 91勝 |

- 最多勝利数グランプリはフランスグランプリの8勝で、国別ではイタリアの12勝（サンマリノグランプリ7勝とイタリアグランプリ5勝）である。

### 世界スポーツプロトタイプカー選手権/スポーツカー世界選手権
| 年     | チーム                       | 使用車両                 | クラス | 1       | 2       | 3       | 4     | 5       | 6       | 7       | 8     | 9     | 順位 | ポイント |
| ------ | ---------------------------- | ------------------------ | ------ | ------- | ------- | ------- | ----- | ------- | ------- | ------- | ----- | ----- | ---- | -------- |
| 1990年 | チーム・ザウバー・メルセデス | メルセデス・ベンツ・C11  | C      | SUZ     | MNZ     | SIL DNQ | SPA   | DIJ 2   | NÜR 2   | DON     | CGV   | MEX 1 | 5位  | 21       |
| 1991年 | チーム・ザウバー・メルセデス | メルセデス・ベンツ・C291 | C1     | SUZ Ret | MNZ Ret | SIL 2   |       | NÜR Ret | MAG Ret | MEX Ret | AUT 1 |       | 9位  | 43       |
| 1991年 | チーム・ザウバー・メルセデス | メルセデス・ベンツ・C11  | C2     |         |         |         | LMS 5 |         |         |         |       |       | 9位  | 43       |

#### ル・マン24時間レース
| 年     | チーム                       | コ・ドライバー                                          | 使用車両                | クラス | 周回 | 総合順位 | クラス順位 |
| ------ | ---------------------------- | ------------------------------------------------------- | ----------------------- | ------ | ---- | -------- | ---------- |
| 1991年 | チーム・ザウバー・メルセデス | カール・ヴェンドリンガー フリッツ・クロイツポイントナー | メルセデス・ベンツ・C11 | C2     | 355  | 5位      | 5位        |

### 全日本F3000選手権
| 年     | 所属チーム  | シャーシ     | エンジン | 1   | 2   | 3   | 4   | 5   | 6     | 7   | 8   | 9   | 10  | 11  | 順位 | ポイント |
| ------ | ----------- | ------------ | -------- | --- | --- | --- | --- | --- | ----- | --- | --- | --- | --- | --- | ---- | -------- |
| 1991年 | Team LeMans | ラルト・RT23 | 無限     | SUZ | AUT | FSW | NIS | SUZ | SUG 2 | FSW | SUZ | FSW | SUZ | FSW | 12位 | 6        |